# 17 de junio
El 17 de junio es el 168.º (centésimo sexagésimo octavo) día del año en el calendario gregoriano y el 169.º en los años bisiestos. Quedan 197 días para finalizar el año.

## Acontecimientos
- 1094: Rodrigo Díaz de Vivar, El Cid Campeador, conquista Valencia.[1]

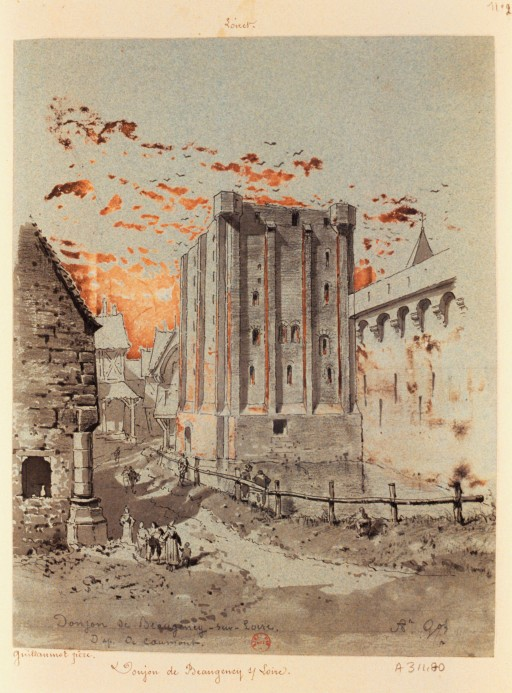
Batalla de Beaugency.

- 1429: se produce la Batalla de Beaugency (o de Villorceau-Josnes), la tercera de las victorias de Juana de Arco en su campaña para liberar el valle del Loira en el verano de ese año.
- 1462: Vlad el Empalador intenta asesinar Mehmed II forzando la retirada de Valaquia.
- 1497: Batalla de Deptford Bridge donde las fuerzas del rey Enrique VII de Inglaterra derrotan a las tropas de Michael An Gof.
- 1563: Jerónimo Luis de Cabrera y Toledo funda la "Villa de Valverde" actual ciudad de Ica, por orden de Diego López de Zuñiga y Velazco.
- 1579: Francis Drake desembarca en la costa Oeste de América del Norte, en un lugar que bautiza como New Albion (se ha especulado mucho sobre cual sería ese lugar, algunos próximos a la ciudad de San Francisco).
- 1665: los españoles son derrotados por las fuerzas portuguesas en la Batalla de Villaviciosa, que se encuadra dentro de la Guerra de Restauración portuguesa.
- 1673: los exploradores franceses Jacques Marquette y Louis Jolliet alcanzan el Misisipi y se convierten en los primeros europeos que detallan el curso del río.
- 1681: Carlos II autoriza por Real cédula la apertura del Colegio de San Telmo, que será administrado por la Universidad de Mareantes de Sevilla, con el fin de formar pilotos para dotar las naves de las carreras de Indias.
- 1773: en la actual Colombia, Juana Rangel de Cuéllar funda la ciudad de Cúcuta.

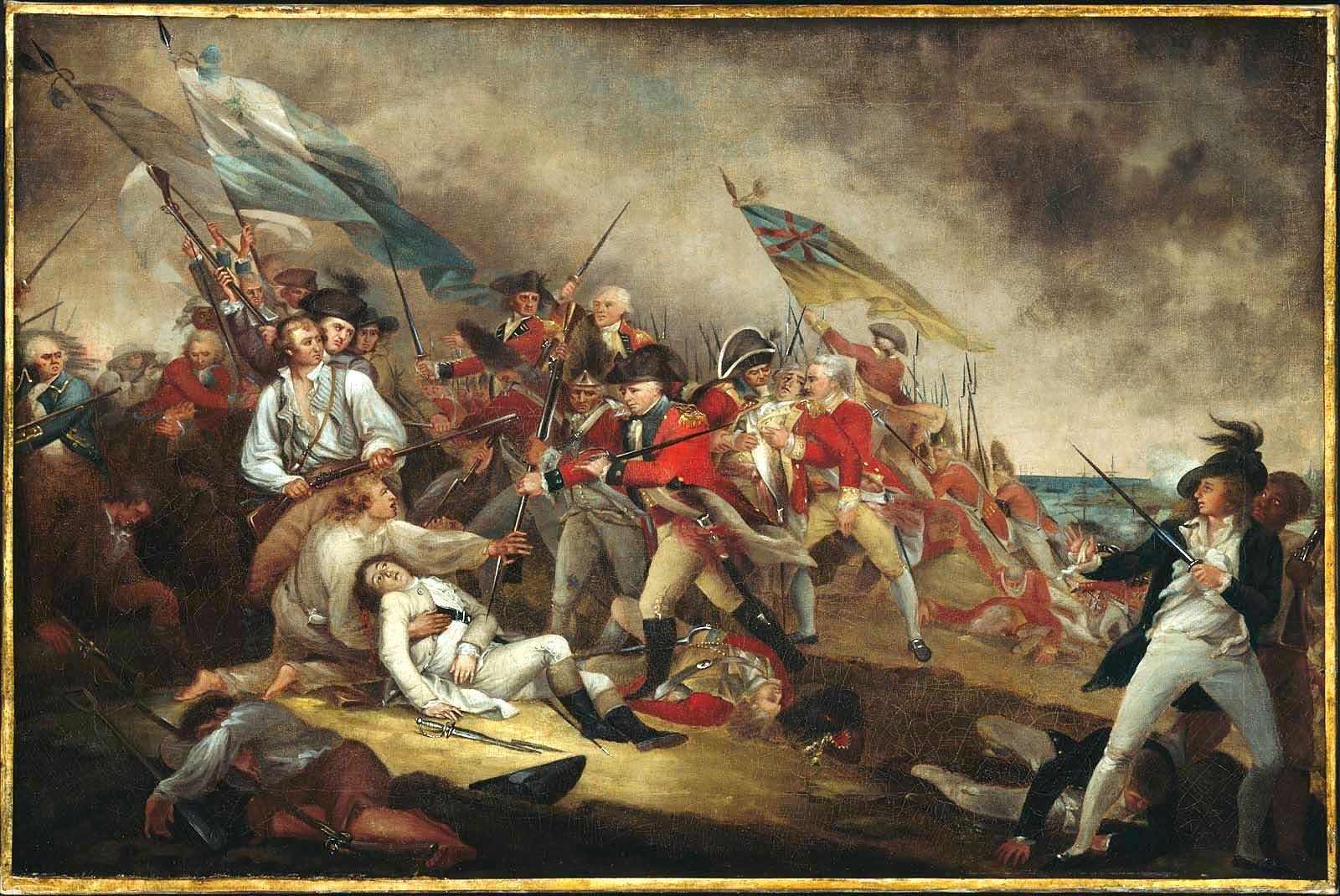
La muerte del general Warren en la batalla de Bunker Hill por John Trumbull.

- 1775: en Massachusetts, en el marco de la Guerra de la Independencia de Estados Unidos, se produce la Batalla de Bunker Hill.
- 1777: Se designa al gobernador ilustrado Luis de Unzaga y Amézaga para crear la Capitanía General de Venezuela.
- 1789: en Francia el Tercer Estado se proclama a sí mismo Asamblea Nacional, e invita a los otros dos a unírsele.
- 1789: inicio de la Edad Contemporánea.
- 1815: Batalla del Cabo de Gata, dentro de la Segunda Guerra Berberisca, entre Estados Unidos y las regencias otomanas del Norte de África.
- 1821: En Argentina fallece Martín Miguel de Güemes, militar y político argentino que participó activamente de las Guerras de Independencia de ese país.
- 1823: se patenta el primer material impermeable.
- 1839: en el Reino de Hawái, Kamehameha III concede la libertad a los católicos poder trabajar en las islas.
- 1845: se produce la Batalla de Cachimán, llevada a cabo en contra de los haitianos por sostener la Independencia de la República Dominicana.
- 1866: En México, después del triunfo de los Republicanos en la Batalla de Santa Gertrudis, el presidente Benito Juárez establece su gobierno en Chihuahua.
- 1867: se utiliza el primer tratamiento antiséptico quirúrgico.
- 1876: Guerras Indias: 1500 Sioux y Cheyenne liderados por Caballo Loco derrotan al General George Crooken Rosebud Creek en Montana.
- 1880: se produce la batalla de Olivera entre las fuerzas leales al presidente Nicolás Avellaneda y las rebeldes que respondían al gobernador de Buenos Aires, Carlos Tejedor, como parte de la última guerra civil argentina, la Revolución de 1880.
- 1885: La Estatua de la Libertad llega al puerto de Nueva York.
- 1900: Levantamiento de los bóxers: las tropas aliadas y japonesas capturan Taku Forts en Tianjin, entonces Imperio de la China.
- 1923: en Villarreal, España, se inaugura el estadio El Madrigal.
- 1931: en Madrid se inaugura la Plaza de Toros Monumental de Las Ventas.
- 1937: Durante la guerra civil española, los ingenieros republicanos derriban el Puente de Vizcaya para detener el avance franquista.
- 1939: Último guillotinado en público en Francia: Eugen Weidmann es ejecutado en Versalles.
- 1940: Segunda Guerra Mundial: hundimiento del RMS Lancastria por la Luftwaffe cerca de Saint-Nazaire, Francia. 3000 personas mueren en el hundimiento.
- 1940: las tres repúblicas bálticas caen bajo la ocupación de la Unión Soviética.
- 1941: en el marco de la Segunda Guerra Mundial, en la operación Battleaxe, los aliados intentan por segunda vez liberar Tobruk del cerco que le había impuesto el Afrika Korps del general Rommel.
- 1942: primera aparición de las historietas de G.I. Joe.
- 1944: Islandia se independiza de Dinamarca.
- 1947: la compañía aérea estadounidense Pan Am es la primera en ofrecer el servicio "alrededor del mundo".
- 1950: se realiza el primer trasplante de riñón.
- 1953: Sublevación de 1953 en Alemania del Este: Una revuelta obrera en Berlín Oriental exigiendo mayores sueldos, más libertad personal y la reunificación con la Alemania Occidental. Fue aplastada violentamente por el Ejército Rojo.
- 1963: en Estados Unidos se declara inconstitucional rezar en las escuelas.
- 1967: China anuncia el éxito de sus pruebas con armas termonucleares.
- 1970: se patenta la cámara Polaroid.
- 1970: Copa Mundial de Fútbol de 1970. En el Estadio Azteca, se realizó el denominado Partido del Siglo, entre Italia y Alemania Occidental, con un resultado favorable para los italianos 4-3.
- 1972: en Estados Unidos, se produce el registro ilegal de la sede del Partido Demócrata en el Hotel Watergate.
- 1985: México lanza el Morelos I, el primer satélite artificial de ese país.
- 1985: misión STS-51-G: el transbordador espacial Discovery lanza al Sultán bin Salman bin Abdulaziz Al Saud, el primer árabe y primer musulmán en el espacio, como especialista en carga útil.
- 1994: Convención de las Naciones Unidas de Lucha contra la Desertificación es adoptada.
- 2002: La banda OASIS lanza el segundo sencillo " Stop crying your heart out"  de su quinto álbum de estudio " Heathen Chemistry", El tema fue un éxito a nivel mundial, que hizo que Oasis arrasara en las listas de medio mundo.
- 2014: son captados en cámara 2 tornados que azotaban el noreste de Nebraska (Estados Unidos) de manera simultánea. Además otros varios también se dieron en diferentes momentos en esa parte del estado. El saldo en total fue de 2 muertos y 16 personas heridas.[2][3]
- 2016: en Youtube se sube el video con más reproducciones de la historia Baby Shark de Pinkfong
- 2017: en San Petersburgo, comienza la Copa Confederaciones Rusia 2017.
- 2017: en Bogotá un atentado terrorista en el centro comercial Andino dejó un saldo de 3 personas muertas y 9 heridas.
- 2018: tras las Elecciones presidenciales de Colombia de 2018, el abogado Iván Duque es investido como presidente electo de la República de Colombia.

## Nacimientos

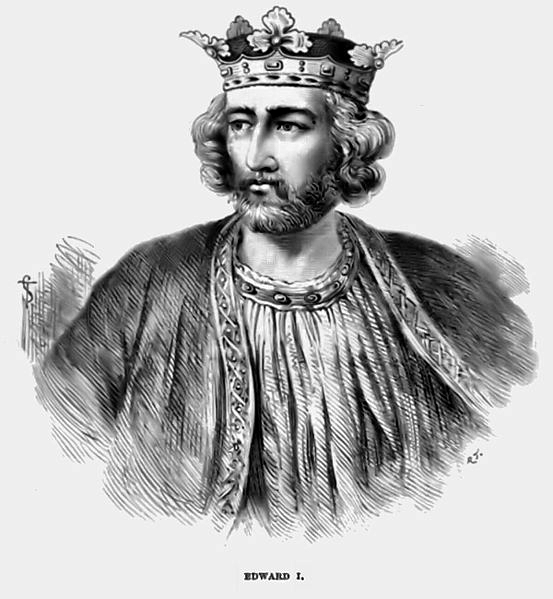
Eduardo I de Inglaterra.

- 1239: Eduardo I, rey inglés (f. 1307).
- 1530: Francisco de Montmorency, aristócrata francés (f. 1579).
- 1571: Thomas Mun, economista inglés (f. 1641).
- 1597: Juana de la Cruz, beata española (f. 1675).
- 1603: José de Cupertino, místico y santo italiano (f. 1663).
- 1604: Juan Mauricio de Nassau, príncipe de Nassau (f. 1679).
- 1644: Johann Wolfgang Franck, compositor alemán (f. 1710).
- 1657: Louis Ellies Dupin, aristócrata francés (f. 1719).
- 1676: Luisa de Maisonblanche, hija ilegítima del rey Luis XIV de Francia (f. 1718).
- 1682: Carlos XII, rey sueco (f. 1718).
- 1692: Giovanni Pannini, arquitecto y paisajista italiano (f. 1765).
- 1703: John Wesley, pastor anglicano y teólogo cristiano británico (f. 1791).
- 1704: John Kay, inventor británico (f. 1780).
- 1714: César-François Cassini de Thury, astrónomo y cartógrafo francés (f. 1784).
- 1717: Johann Stamitz, compositor y violinista checo (f. 1757).
- 1723: Friedrich Boerner, médico alemán (f. 1761).
- 1772: David Jewett, marino argentino de origen estadounidense (f. 1842).
- 1781: Francisco Espoz y Mina, militar español (f. 1836).
- 1791: Roberto Cofresí, pirata puertorriqueño (f. 1825).
- 1797: Alexandre Vinet, teólogo suizo (f. 1847).
- 1799: Jean Baptiste Boisduval, botánico y médico francés (f. 1879).
- 1800: William Parsons, aristócrata y astrónomo irlandés (f. 1867).
- 1808: Henrik Wergeland, poeta y lingüista noruego (f. 1845).
- 1810: Ferdinand Freiligrath, poeta alemán (f. 1876).
- 1811: Jón Sigurðsson, político islandés (f. 1879).
- 1812: Manuel Antonio Carreño, músico, maestro y diplomático venezolano (f. 1874), padre de la pianista Teresa Carreño.
- 1815: Eduardo Wenceslao Holmberg, botánico y militar argentino (f. 1875).
- 1818: Charles Gounod, compositor francés (f. 1893).
- 1818: Alexander Macfarlane, político canadiense (f. 1898).
- 1818: Sofía de Wurtemberg (f. 1877).
- 1821: John Henry Pepper, científico e inventor británico (f. 1900).
- 1823: Luis Frías, político argentino (f. 1880).
- 1832: Charles Baron Clarke, botánico británico (f. 1906).
- 1832: Sir William Crookes, físico y químico británico (f. 1919).
- 1833: Manuel del Refugio González Flores, político y militar mexicano (f. 1893).
- 1835: Juan J. Silva, médico y político argentino (f. 1918).
- 1840: Adolf Oborny, botánico alemán (f. 1924).
- 1847: Ricardo Macías Picavea, escritor y pensador español (f. 1899).
- 1848: Victor Maurel, barítono francés (f. 1923).
- 1851: Karl Moritz Schumann, botánico alemán (f. 1904).
- 1853: Martin Krause, pianista y compositor alemán (f. 1918).
- 1854: Miguel Durán Salgado, arquitecto español (f. 1950).
- 1854: Aloisia Kirschner, escritora checa (f. 1934).

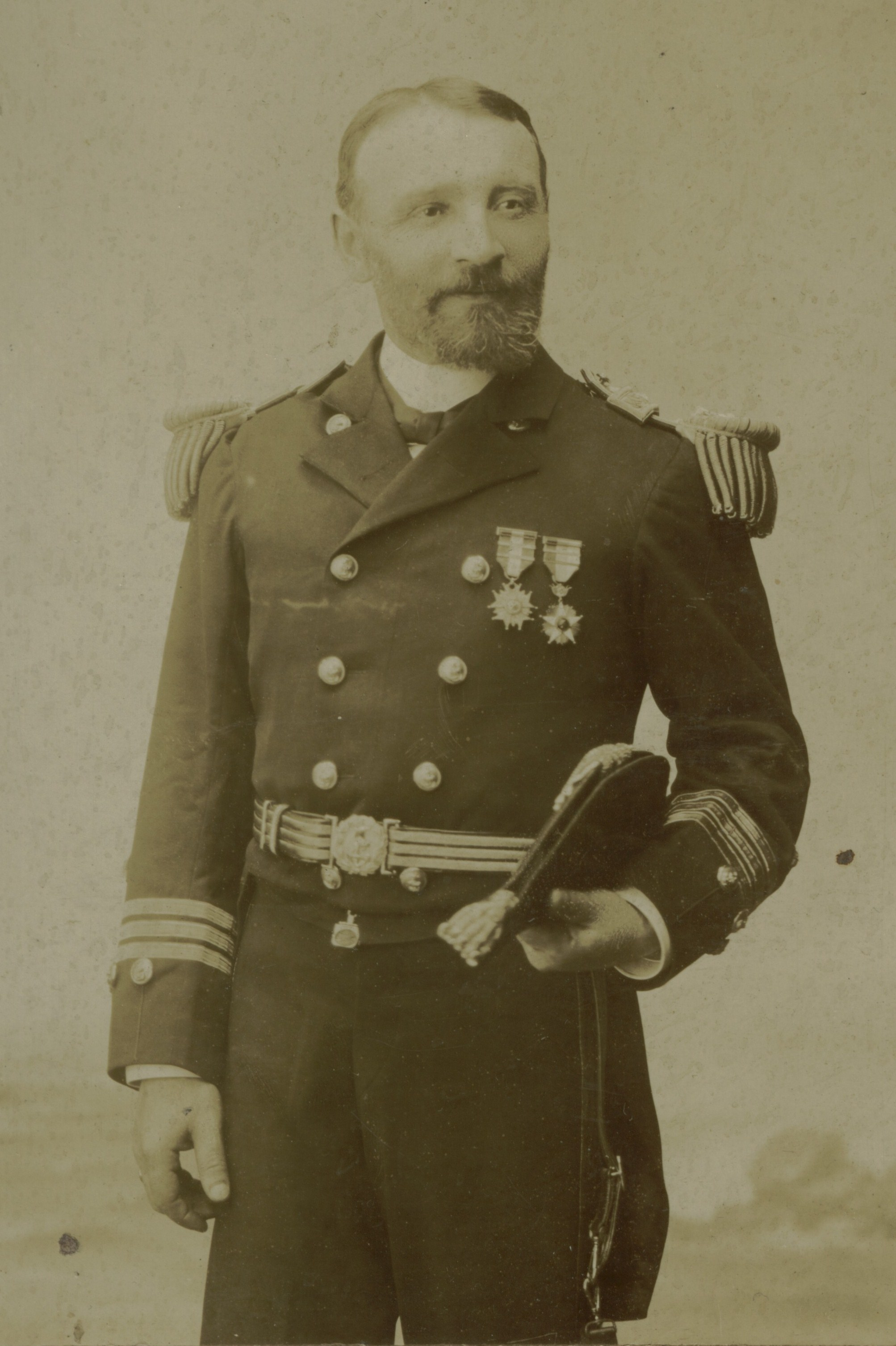
Lindor Pérez Gacitúa.

- 1854: Lindor Pérez Gacitúa, militar chileno (f. 1916).
- 1857: John Henry Lace, botánico británico (f. 1918).
- 1861: Maxime Maufra, pintor francés (f. 1918).
- 1861: Alberto Smith, político venezolano (f. 1942).
- 1867: Flora Finch, actriz británica (f. 1940).
- 1867: John Robert Gregg, publicista y humanista irlandés-estadounidense (f. 1948).
- 1867: Leo Jogiches, revolucionario lituano (f. 1919).
- 1867: Manuel Uribe y Troncoso, oftalmólogo mexicano (f. 1959).
- 1868: Augustin Chaboseau, historiador y publicista francés (f. 1946).
- 1869: Luis de Liechtenstein, aristócrata liechtensteiniano (f. 1955).
- 1870: Kitaro Nishida, filósofo japonés (f. 1945).
- 1871: James Weldon Johnson, escritor y periodista estadounidense (f. 1938).
- 1874: Rufino Blanco Fombona, político y escritor venezolano (f. 1944).
- 1878: Agustín Edwards Mac-Clure, político, economista y empresario chileno (f. 1941).
- 1880: Manuel Corona, guitarrista y compositor cubano (f. 1950).
- 1880: Carl Van Vechten, fotógrafo estadounidense (f. 1964).
- 1881: Tommy Burns, boxeador canadiense (f. 1955).

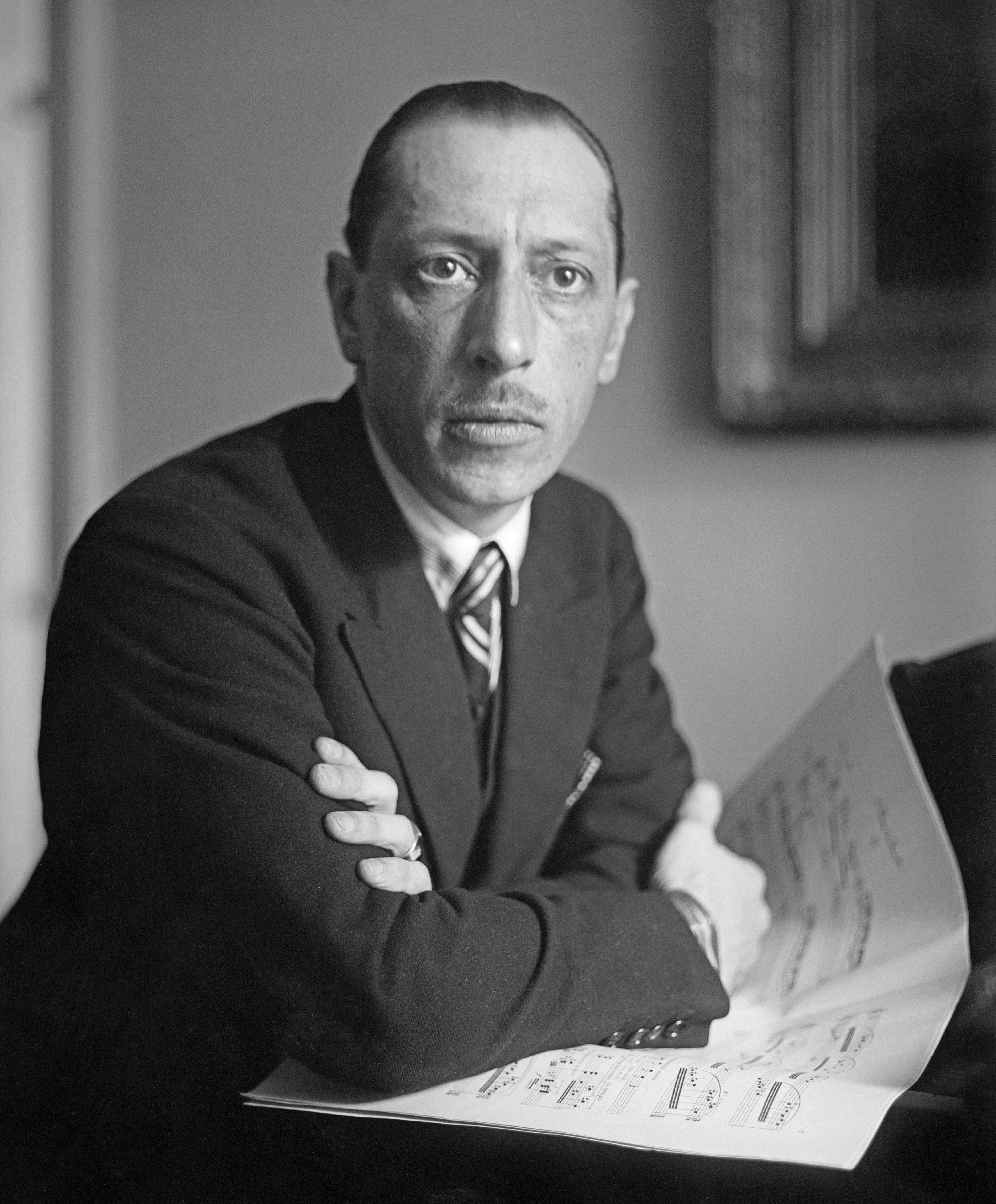
Ígor Stravinski.

- 1882: Ígor Stravinski, músico y compositor ruso (f. 1971).
- 1882: Adolfo Federico VI, aristócrata alemán (f. 1918).
- 1883: Mauritz Stiller, cineasta sueco (f. 1928).
- 1884: Guillermo de Suecia, Príncipe de Suecia y Noruega (f. 1965).
- 1888: Heinz Guderian, militar alemán (f. 1954).
- 1888: Jakow Trachtenberg, matemático ruso (f. 1953).
- 1888: Alfonso Bialetti, ingeniero italiano (f. 1970).
- 1890: Hatazō Adachi, militar japonés (f. 1947).
- 1890: Miguel Sancho Izquierdo, catedrático español. (f. 1988).

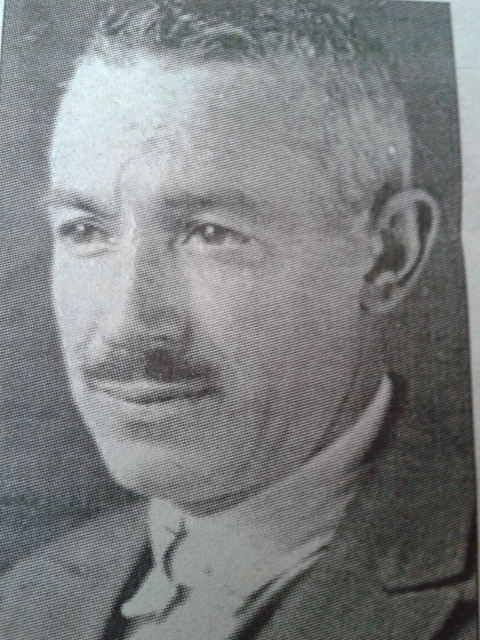
Manuel Anzuela Montoya.

- 1892: Manuel Anzuela Montoya, escultor español (f. 1961).
- 1892: Ronald Rawson, boxeador británico (f. 1952).
- 1895: Louise Fazenda, actriz estadounidense (f. 1962).
- 1895: Sam Wooding, pianista y compositor estadounidense (f. 1983).
- 1896: Armando Revoredo, político, médico y aviador peruano (f. 1978).
- 1897: Umberto Melnati, actor italiano (f. 1979).
- 1898: Maurits Cornelis Escher, dibujante y artista neerlandés (f. 1972).
- 1898: Desmond Andrew Herbert, botánico y micólogo australiano (f. 1976).
- 1898: Harry Patch, supercentenario británico (f. 2009).

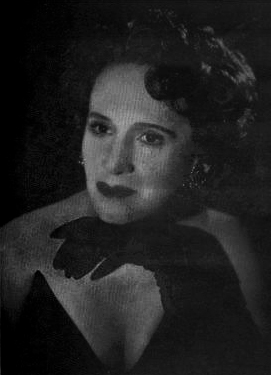
María Tereza Montoya.

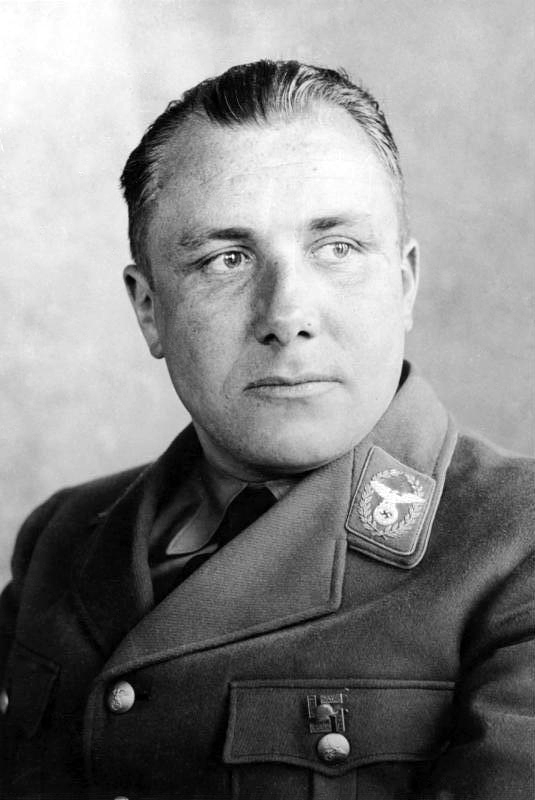
Martin Bormann

- 1898: María Tereza Montoya, empresaria teatral y actriz mexicana (f. 1970).
- 1900: Martin Bormann, político alemán, secretario privado de Hitler en la Alemania nazi (f. 1945).
- 1900: Hugo Pesce, médico peruano (f. 1969).
- 1903: Joseph Fontenrose, académico estadounidense (f. 1986).
- 1904: Ralph Bellamy, actor y cantante estadounidense (f. 1991).
- 1904: Romeo Murga, escritor chileno (f. 1925).
- 1906: Alfonso Asenjo Gómez, médico chileno (f. 1980).
- 1907: Charles Eames, arquitecto y diseñador estadounidense (f. 1978).
- 1907: Carlos T. Gattinoni, religioso argentino (f. 1989).
- 1908: Evalyn Knapp, actriz estadounidense (f. 1981).
- 1910: Augusto Raúl Cortázar, académico argentino (f. 1974).
- 1910: Red Foley, cantante, guitarrista y actor estadounidense (f. 1968).
- 1910: Diana Mitford, militante nazi (f. 2003).
- 1912: Wessel Couzijn, escultor neerlandés (f. 1984).
- 1912: Wilhelm Fresenius, científico alemán (f. 2004).

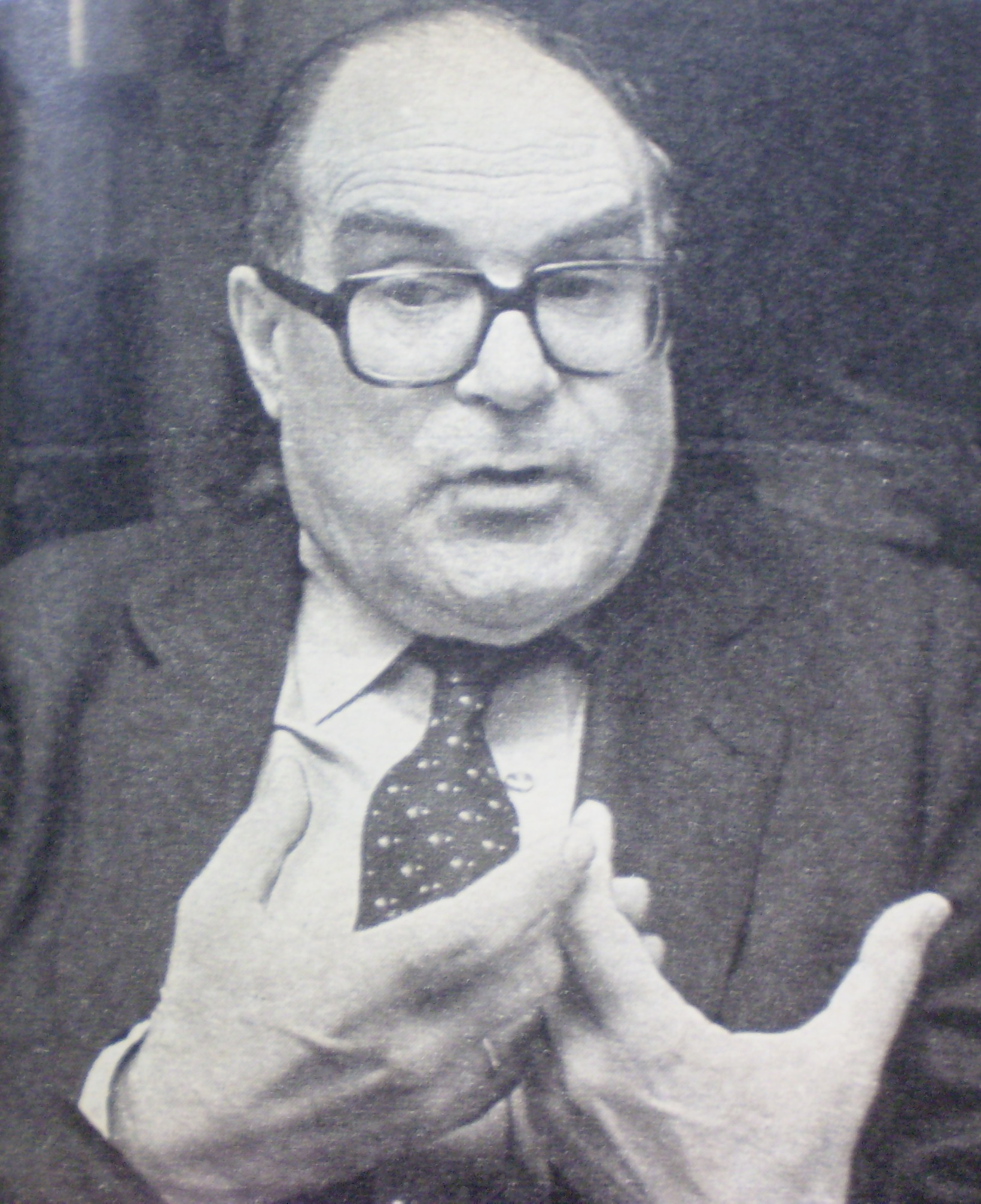
Julián Marías.

- 1914: Julián Marías, filósofo, sociólogo y ensayista español (f. 2005).
- 1915: Stringbean, cantante e intérprete de banjo estadounidense (f. 1973).
- 1915: Mario Echandi Jiménez, político y presidente costarricense (f. 2001).
- 1915: Gunther Gerzso, artista plástico mexicano (f. 2000).
- 1918: Carmen Casco de Lara Castro, activista paraguaya (f. 1993).
- 1918: Ajahn Chah, educador tailándés (f. 1992).
- 1918: Juan Morales Rojas, escritor español (f. 1991).

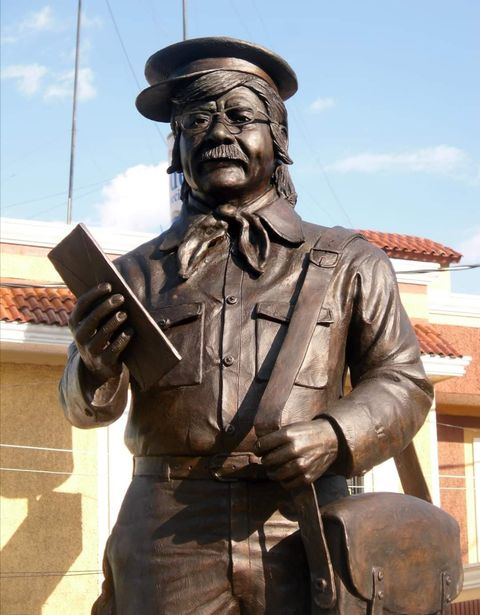
Raúl Padilla

- Raúl Padilla1918: Raúl Padilla, actor y comediante mexicano (f. 1994).
- 1919: Beryl Reid, actriz británica (f. 1996).
- 1919: Galina Ustvólskaya, compositora rusa (f. 2006).
- 1920: Germán de Argumosa, parasicólogo español (f. 2007).
- 1920: Setsuko Hara, actriz japonesa (f. 2015).

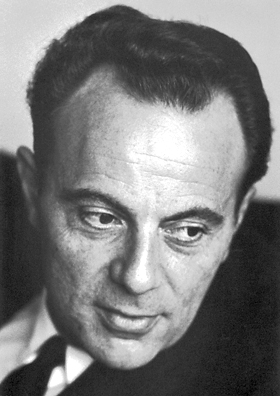
François Jacob.

- 1920: François Jacob, biólogo francés, premio nobel de medicina en 1965 (f. 2013).
- 1920: György Nemes, futbolista húngaro (f. 1988).
- 1921: Efrén Araya Vergara, juez chileno (f. 2006).
- 1921: George Luz, militar estadounidense (f. 1998).
- 1921: Gil Parrondo, director artístico español (f. 2016).
- 1921: Tony Scott, clarinetista estadounidense (f. 2007).
- 1922: John Amis, periodista británico (f. 2013).
- 1922: Jerry Fielding, músico y compositor estadounidense (f. 1980).

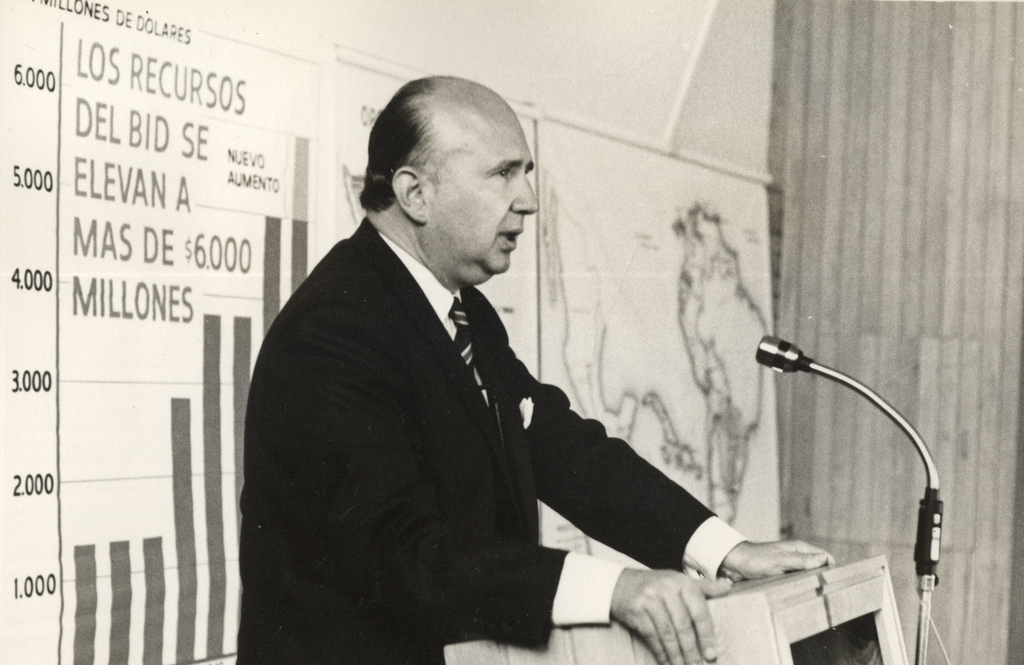
Felipe Herrera.

- 1922: Felipe Herrera, economista y político chileno (f. 1996).
- 1922: Paul Schallück, escritor alemán (f. 1976).
- 1923: Elroy «Crazy Legs» Hirsch, jugador estadounidense de fútbol americano (f. 2004).
- 1924: Edward Downes, director de orquesta británico (f. 2009)
- 1925: Alexander Shulgin, farmacéutico y químico estadounidense de origen ruso (f. 2014).
- 1926: José Martín Recuerda, dramaturgo y catedrático español (f. 2007).
- 1927: Lucio Fulci, cineasta italiano (f. 1996).
- 1927: Wally Wood, ilustrador y publicista estadounidense (f. 1981).
- 1928: Juan María Bordaberry, político, presidente y dictador uruguayo (f. 2011).
- 1928: Jacques Delahaye, escultor francés (f. 2010).

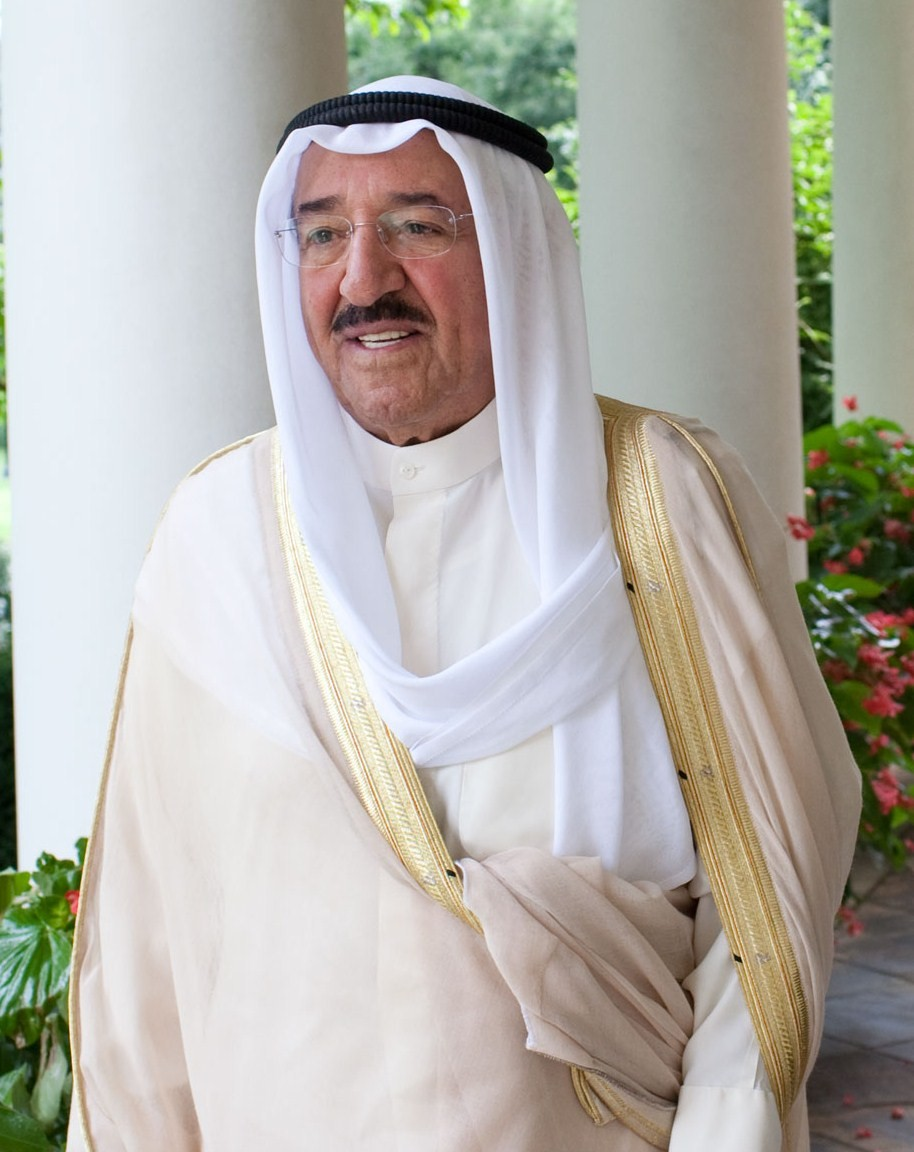
Sabah Al-Ahmad Al-Jaber Al-Sabah.

- 1929: Sabah Al-Ahmad Al-Jaber Al-Sabah, emir de Kuwait entre 2006 y 2020 (f. 2020).
- 1929: Ovidio Fuentes, actor argentino (f. 1998).
- 1929: Tigran Petrosian, ajedrecista armenio (f. 1984).
- 1929: Pensri Poomchoosri, cantante tailandés (f. 2007).
- 1929: Kerstin Håkansson, modelo sueca (f. 2024).
- 1930: Richelieu Levoyer, militar y político ecuatoriano (f. 2015).
- 1931: João Lyra, político brasileño (f. 2021).
- 1931: John Baldessari, artista estadounidense (f. 2020).
- 1933: Harry Browne, político estadounidense (f. 2006).
- 1933: Christian Ferras, violinista francés (f. 1982).
- 1933: Maurice Stokes, baloncestista estadounidense (f. 1970).
- 1935: José María Gil-Robles y Gil-Delgado, político español.

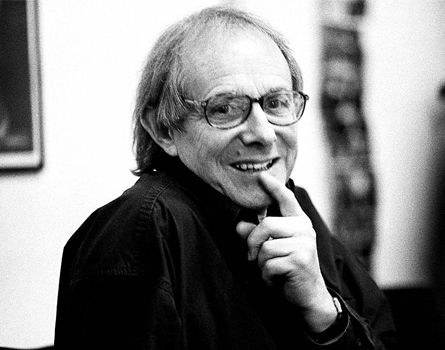
Ken Loach.

- 1936: Ken Loach, cineasta británico.
- 1937: Cristina Bajo, escritora argentina.
- 1937: Jorge Edgardo D'Ascenzo, futbolista argentino (f. 2010).
- 1937: Egle Martin, actriz, vedette y cantante argentina (f. 2022).
- 1937: Ted Nelson, sociólogo y filósofo estadounidense.
- 1938: Grethe Ingmann, cantante danesa (f. 1990).
- 1938: Satoshi Miyazaki, maestro de karate japonés (f. 1993).
- 1938: Félix Mourinho, futbolista portugués (f. 2017).
- 1938: Darío Silva Silva, Misionero, escritor y periodista colombiano.
- 1939: Krzysztof Zanussi, cineasta polaco.
- 1940: George Akerlof, economista estadounidense, premio nobel de economía en 2001.
- 1940: Marcel Aubour, futbolista francés.
- 1940: Máximo Honorato, líder sindical chileno.
- 1940: Chuck Rainey, bajista estadounidense.

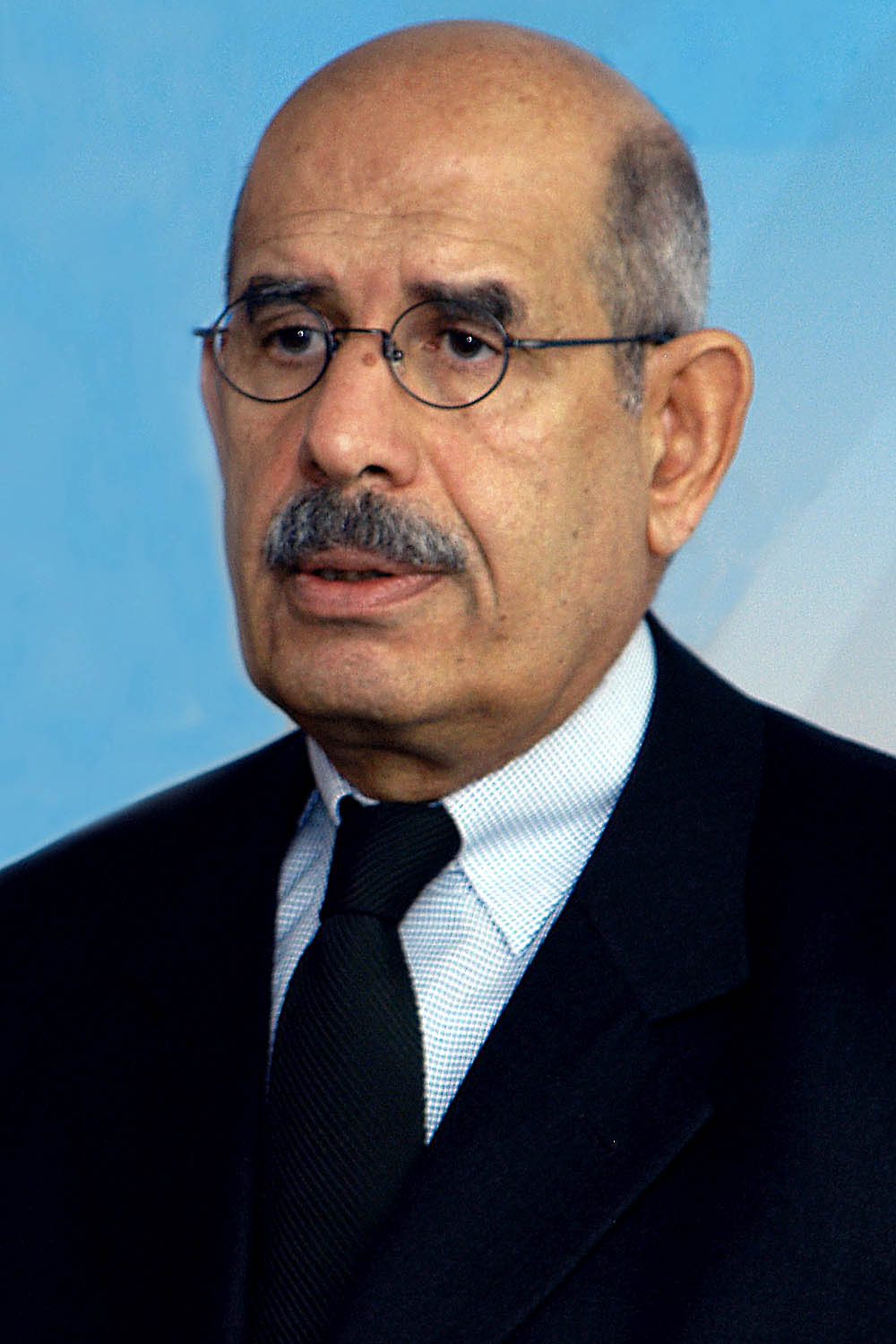
Mohamed el-Baradei.

- 1942: Mohamed el-Baradei, político egipcio.
- 1942: Alberto Santofimio, político colombiano.
- 1942: Roberto Livi, cantautor y productor musical argentino (f. 2019).
- 1943: Newt Gingrich, político estadounidense.
- 1943: Barry Manilow, cantante estadounidense.
- 1943: Vicente Pelechano, psicólogo español (f. 2016).
- 1943: Chantal Mouffe, filósofa francesa.
- 1943: Ramón Pellín García, locutor de radio español.
- 1943: Burt Rutan, ingeniero estadounidense.
- 1943: Luis Guillermo Vélez, político y economista colombiano (f. 2007).
- 1944: Santiago López Castillo, periodista español (f. 2019).
- 1944: Bill Rafferty, cómico estadounidense (f. 2012).
- 1944: María Teresa Ramírez, escritora e historiadora colombiana.
- 1944: Ed Johnson, baloncestista y entrenador estadounidense (f. 2016):
- 1945: Malevo Ferreyra, comisario argentino (f. 2008)
- 1945: Frank Ashmore, actor estadounidense.
- 1945: Rosa María Calaf, periodista española.
- 1945: Tommy Franks, general estadounidense.
- 1945: Ken Livingstone, político británico.

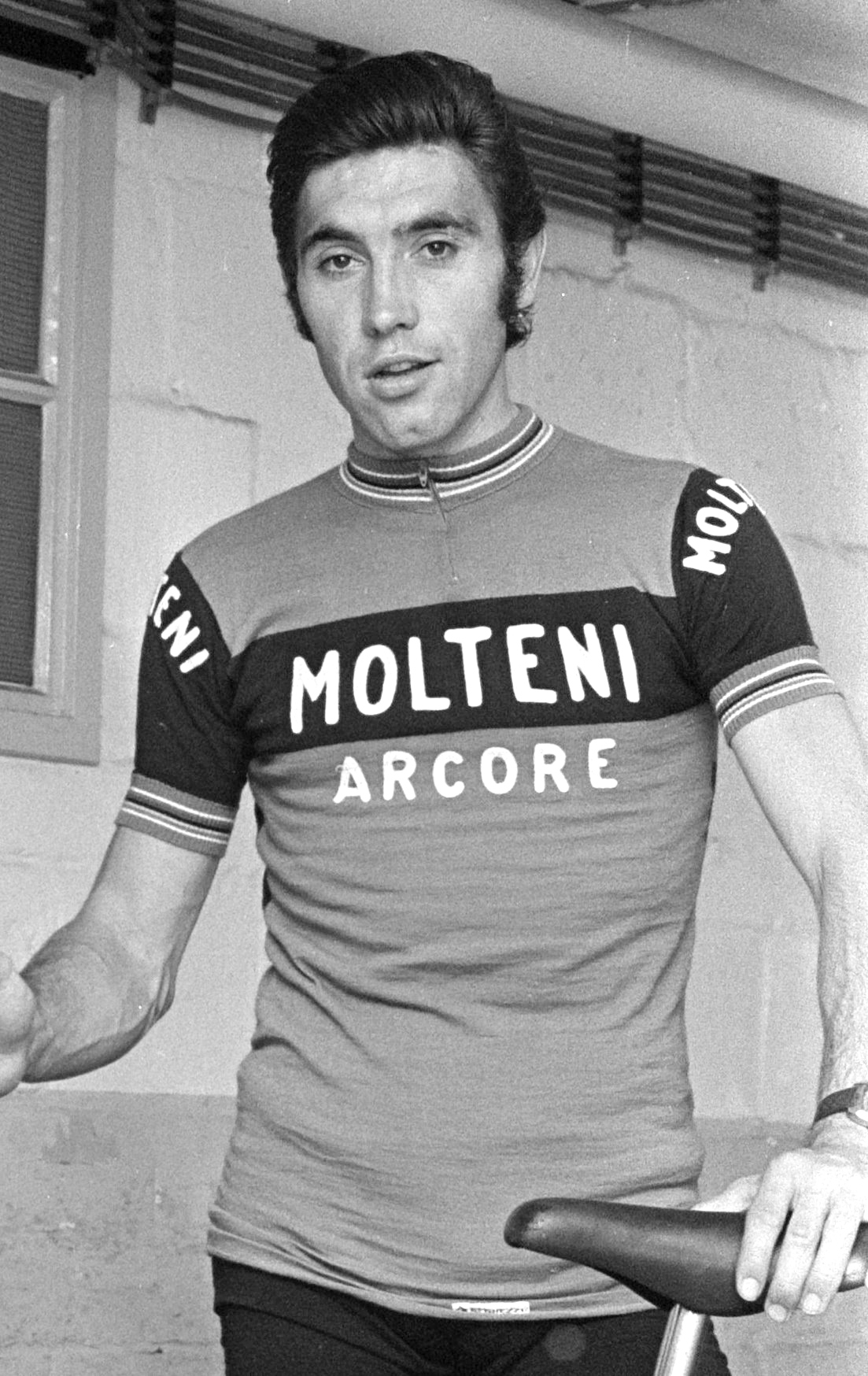
Eddy Merckx.

- 1945: Eddy Merckx, ciclista belga.
- 1946: Eduardo Camaño, político argentino.
- 1946: Ernie Eves, político canadiense.
- 1946: Salvador Ordóñez, geólogo español.
- 1946: Alun Armstrong, actor británico.
- 1947: Linda Chavez, escritora estadounidense.
- 1947: Paul Young, cantante y músico británico, de la banda Sad Café (f. 2000).
- 1947: Jorge Jure Cejín, político mexicano (f. 1985).

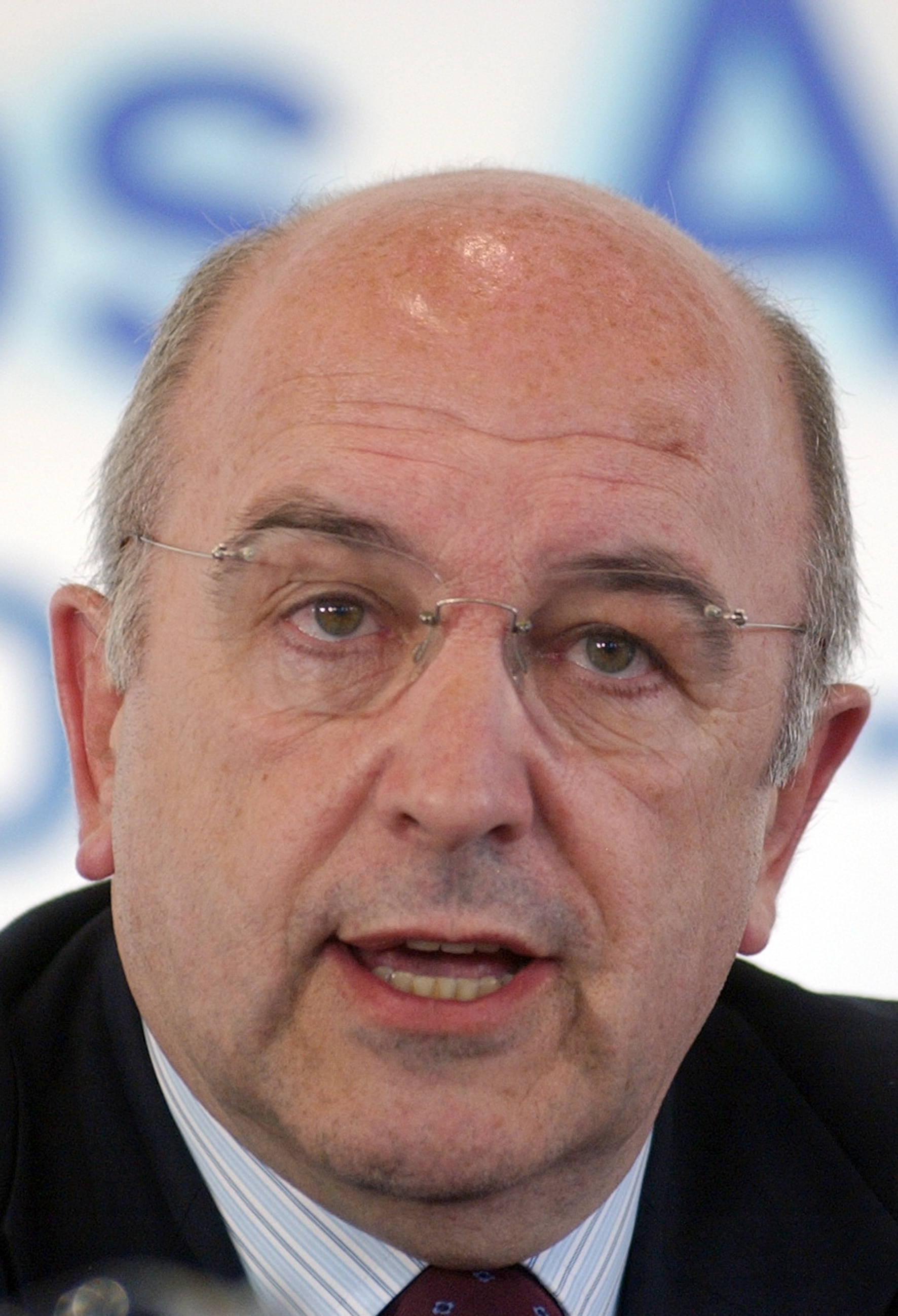
Joaquín Almunia.

- 1948: Joaquín Almunia, político español.
- 1948: David Concepción, beisbolista venezolano.
- 1948: Shō Kosugi, luchador de artes marciales japonés.
- 1949: Tom Corbett, político estadounidense.
- 1949: Alda Lazo Ríos, socióloga, predicadora y política peruana.
- 1949: Snakefinger, músico británico, de la banda The Residents (f. 1987).
- 1950: José Luis García Martín, poeta y crítico literario español.
- 1950: William Gómez, periodista costarricense (f. 2012).
- 1950: Lee Tamahori, director de cine neozelandés.
- 1950: Han Berger, futbolista y entrenador neerlandés.
- 1951: Starhawk, escritora y activista estadounidense.
- 1951: Paul McGuinness, talent mánager germano irlandés.
- 1952: Sergio Marchionne, empresario italiano (f. 2018).
- 1954: Mark Linn-Baker, actor estadounidense.
- 1956: Edgar Jones, baloncestista estadounidense.
- 1957: Phil Chevron, guitarrista irlandés (The Pogues) (f. 2013).
- 1957: Pedro Romo, actor y cómico mexicano.
- 1957: Maricarmen Arrigorriaga, actriz chilena
- 1958: Jello Biafra, músico y activista estadounidense.

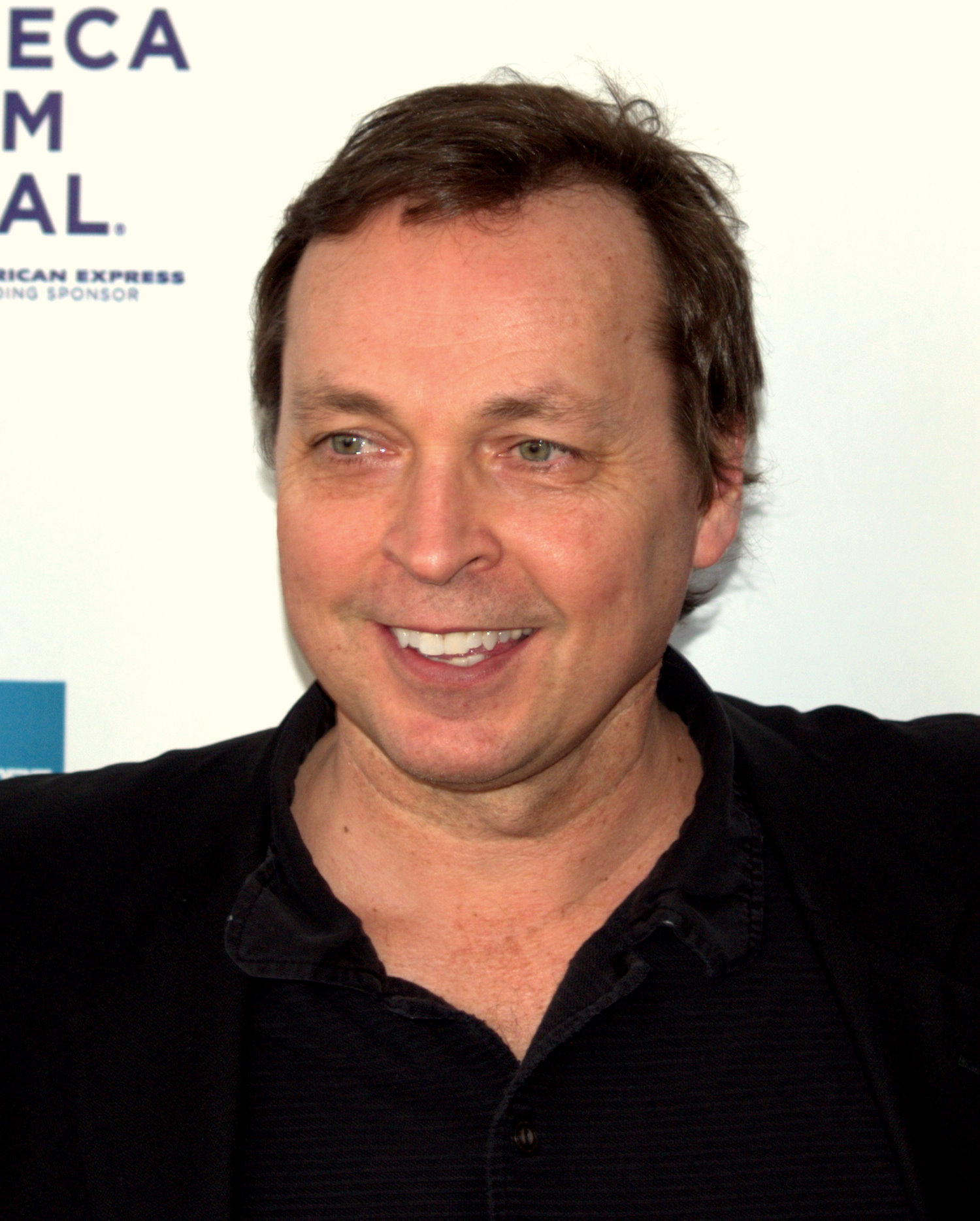
Bobby Farrelly.

- 1958: Bobby Farrelly, cineasta estadounidense.
- 1959: Nikos Stavropoulos, baloncestista y entrenador griego.
- 1959: Adrie van der Poel, ciclista neerlandés.
- 1960: Adrián Campos, piloto y dueño de equipo de automovilismo español (f. 2021).
- 1960: Thomas Haden Church, actor estadounidense.
- 1960: Jan Wouters, futbolista neerlandés.
- 1962: Gabriel Ángel Villa Vahos, Obispo Titular de Ocaña.
- 1962: Michael Monroe, músico finlandés, de la banda Hanoi Rocks.
- 1962: Martin Hangl, esquiador alpino suizo.

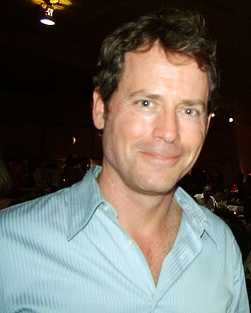
Greg Kinnear.

- 1963: Christophe Barratier, cineasta, guionista y músico francés.
- 1963: Greg Kinnear, actor estadounidense.
- 1964: Rinaldo Capello, piloto de automovilismo italiano.
- 1964: Michael Groß, nadador alemán.
- 1964: Fabio Manes, periodista y conductor de televisión argentino (f. 2014).
- 1964: Julie Baumann, atleta suiza.
- 1965: José Óscar Herrera, futbolista uruguayo.
- 1965: Mario Duarte, actor y cantante colombiano.
- 1965: Consuelo Femenía Guardiola, diplomática española.
- 1966: Aitor Etxaburu, jugador español de balonmano.
- 1966: Jason Patric, actor estadounidense.
- 1967: Javier Barrientos Grandon, abogado español.
- 1967: Terry Davis, jugador de baloncesto estadounidense.
- 1967: Eric Stefani, músico estadounidense, de la banda No Doubt.
- 1967: Tori Welles, actriz porno estadounidense.
- 1967: Alex Azar, político estadounidense.
- 1968: Luis Barbat, futbolista uruguayo.
- 1968: Luka Pavićević, jugador serbio de baloncesto.
- 1968: Mari Sano artista japonesa.
- 1968: Minoru Suzuki, luchador japonés.
- 1968: Évariste Ndayishimiye, político burundés, Presidente de Burundi desde 2020.

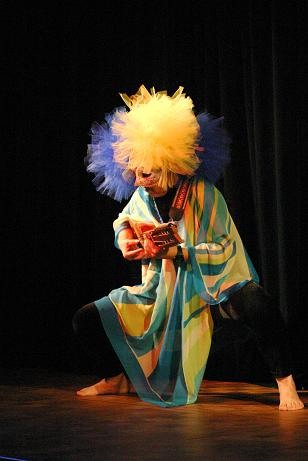
Mari Sano.

- 1969: Ruth Infarinato, actriz y presentadora argentina.
- 1969: Roberto Laiseka, ciclista español.
- 1969: Claudia Pavlovich, política mexicana.
- 1969: Ilia Tsimbalar, futbolista ruso. (f. 2013)
- 1969: Daniel Peredo, periodista y narrador deportivo peruano. (f. 2018)

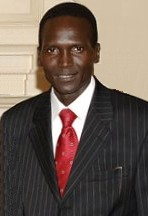
Paul Tergat.

- 1969: Paul Tergat, corredor de maratón keniano.
- 1969: Alberto Undurraga, político chileno.
- 1970: Will Forte, actor y guionista estadounidense.
- 1970: Popeye Jones, baloncestista estadounidense.
- 1970: Sasha Sokol, cantante mexicana.
- 1971: Coco Echagüe, actor y presentador uruguayo.
- 1971: Neil Emblen, futbolista y entrenador británico.
- 1971: Dominic Rowan, actor británico.

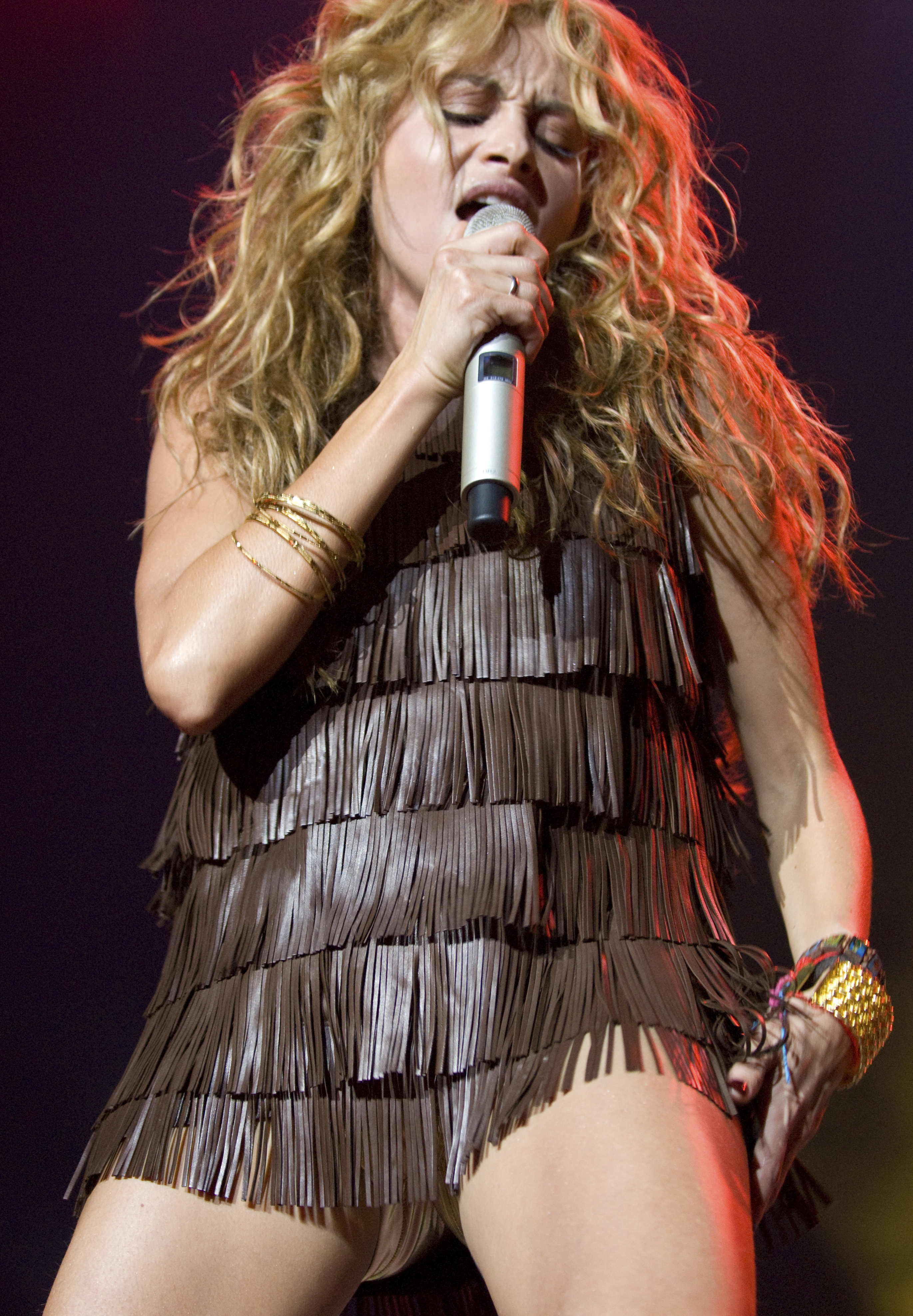
Paulina Rubio.

- 1971: Paulina Rubio, cantante mexicana.
- 1971: Marcos Saback, guitarrista brasileño.
- 1972: Markus López, futbolista mexicano.
- 1972: Bjørn Tore Kvarme, futbolista noruego.
- 1972: Mario Delgado Carrillo, político y economista mexicano.
- 1973: Krayzie Bone, rapero estadounidense, de la banda Bone Thugs-N-Harmony.
- 1973: Louis Leterrier, cineasta francés.
- 1973: Leander Paes, tenista hindú.
- 1973: Masayuki Ota, futbolista japonés.
- 1973: Toshimi Kikuchi, futbolista japonés.
- 1974: Javiera Contador, actriz y presentadora de televisión chilena.
- 1974: Marco Antonio Barrera, boxeador mexicano.
- 1974: Lorenzo del Pino Morales, futbolista español.
- 1975: Chloe Jones, modelo y actriz estadounidense (f. 2005).
- 1975: Néstor Pitana, árbitro de fútbol argentino.
- 1975: Shaheen Sheik, actriz y cantante hindú.

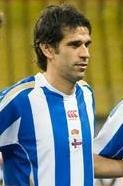
Juan Carlos Valerón.

- 1975: Juan Carlos Valerón, futbolista español.
- 1976: Scott Adkins, actor británico.

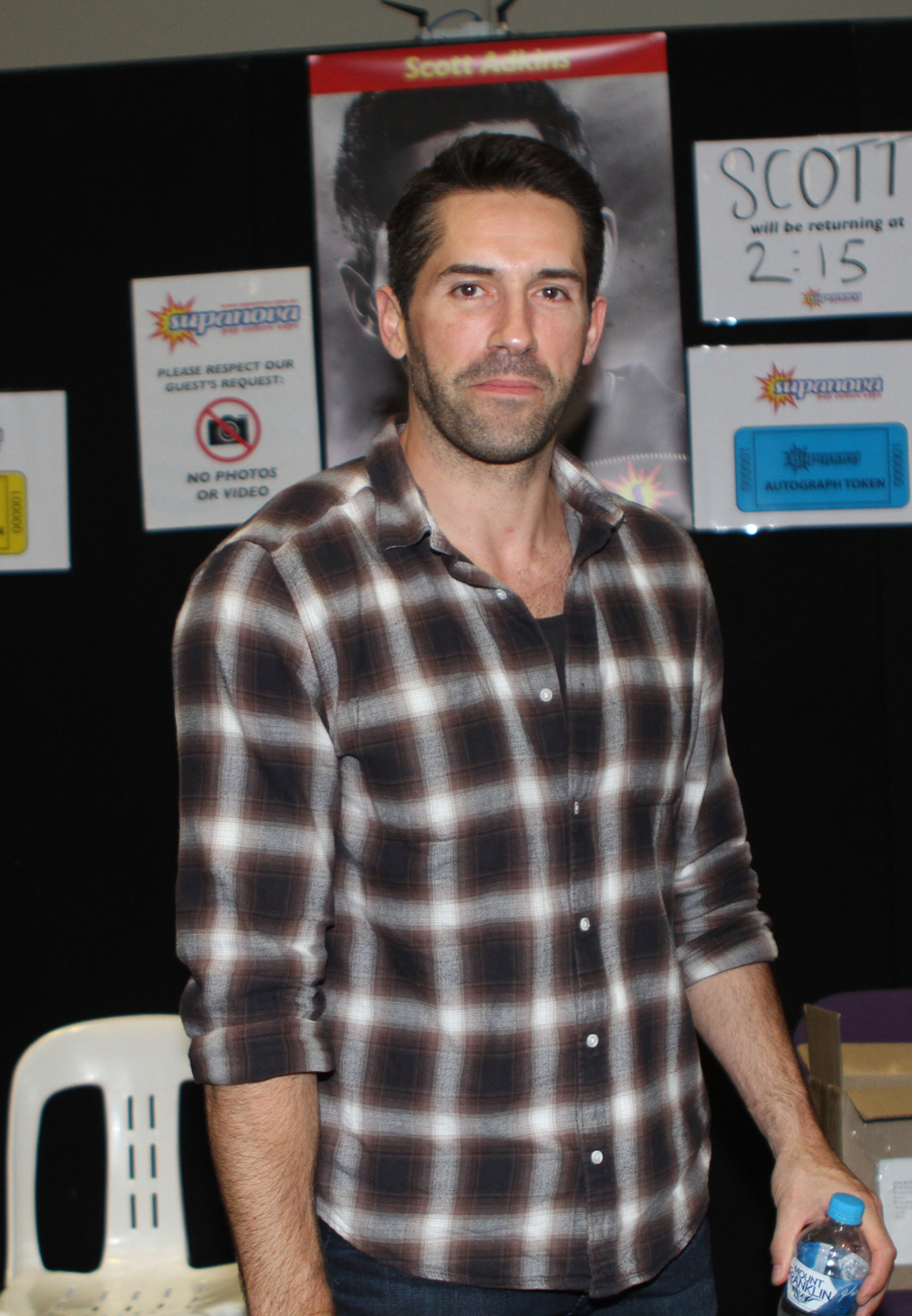

- 1976: Carolina Pascual, gimnasta española.
- 1976: Piotr Svidler, ajedrecista ruso.
- 1976: Lee Baxter, futbolista sueco.
- 1976: Sven Nys, ciclista belga.
- 1976: Núria Puigcercós, futbolista española.
- 1976: Ricardo Guillén, baloncestista español.
- 1977: Ahmed Azimov, orientalista y periodista ruso.
- 1977: Jarosław Lato, futbolista polaco.
- 1977: Júnior Maranhão, futbolista brasileño.
- 1978: Esteban Paulón, activista argentino.
- 1978: Andrea Campagnolo, futbolista italiano.
- 1978: Alex Oliveira, futbolista brasileño.
- 1979: Young Maylay, rapero estadounidense.
- 1979: Aleksandr Motyliov, ajedrecista ruso.
- 1979: Nick Rimando, futbolista estadounidense.
- 1980: Carlinhos, futbolista brasileño.

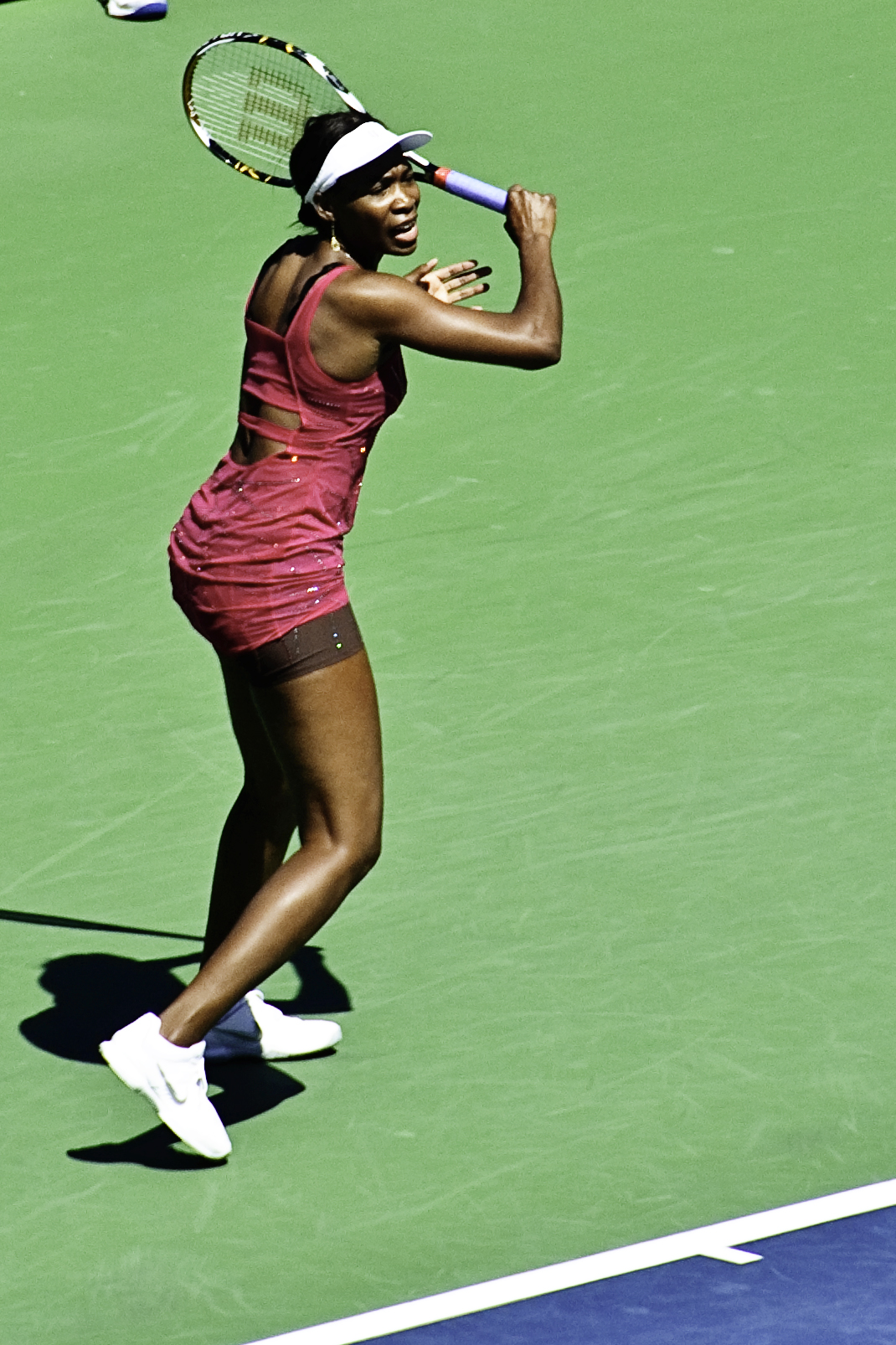
Venus Williams.

- 1980: Venus Williams, tenista y diseñadora estadounidense.
- 1981: Michiharu Sugimoto, futbolista japonés.
- 1982: Arthur Darvill, actor británico.
- 1982: Alex Rodrigo Dias da Costa, futbolista brasileño.
- 1982: Ricardo Mion Varella Costa, futbolista brasileño.
- 1982: Patricio Valladares, cineasta, actor y escritor chileno.
- 1982: Víctor Curto, futbolista español.
- 1982: Dramane Traoré, futbolista maliense.
- 1982: Waleed Hamzah, futbolista catarí.
- 1983: Walter Gigena, futbolista argentino.
- 1983: Andreu Guerao, futbolista español.
- 1983: Lee Ryan, cantante británico, de la banda Blue.
- 1984: John Gallagher, Jr., actor y cantante estadounidense.
- 1984: Luis Antonio Jiménez Garcés, futbolista chileno.
- 1984: Chris Weidman, luchador estadounidense.

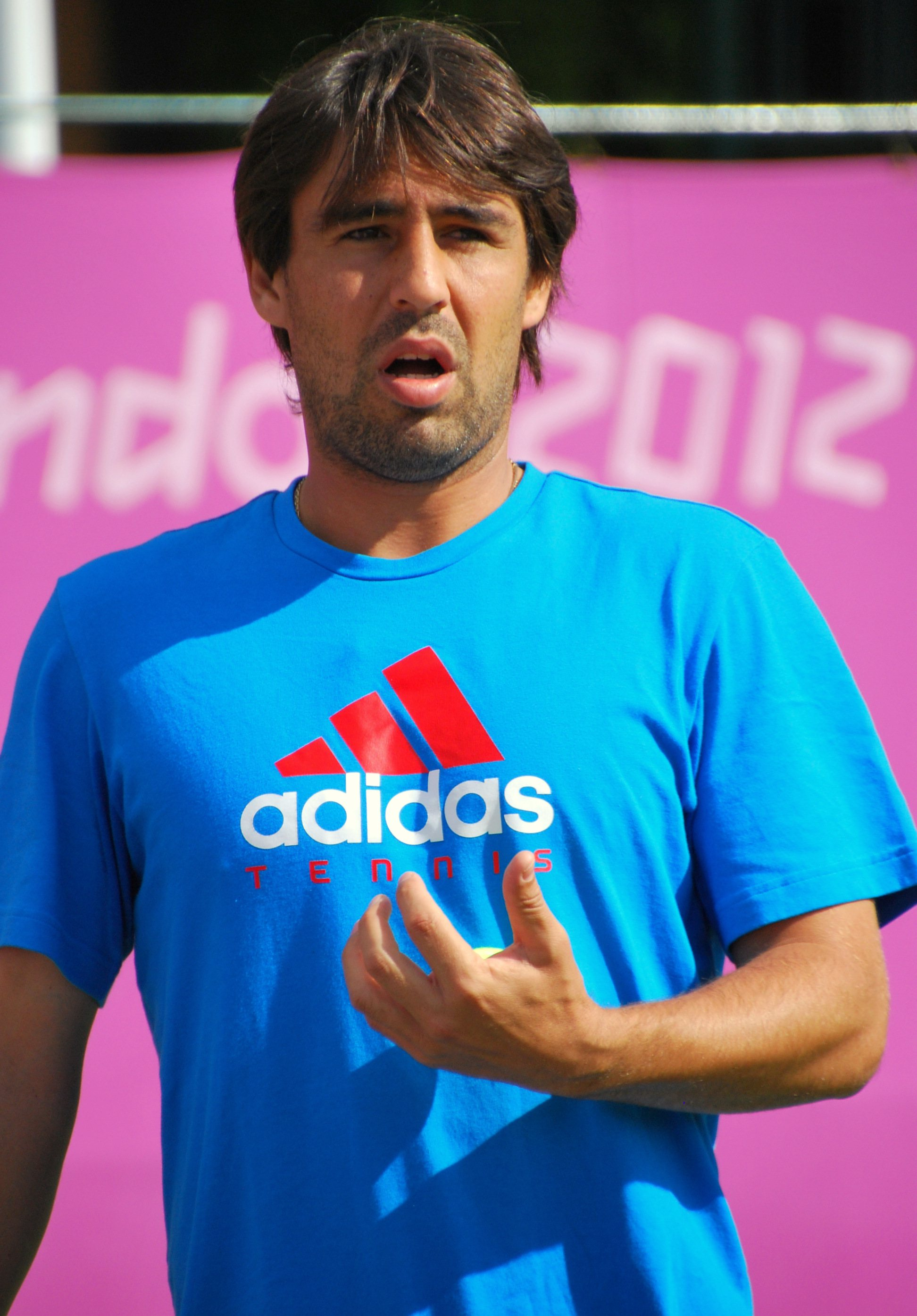
Marcos Baghdatis.

- 1985: Marcos Baghdatis, tenista chipriota.
- 1985: Rafael Sóbis, futbolista brasileño.
- 1985: Diego Souza, futbolista brasileño.
- 1985: Jean-Baptiste Pierazzi, futbolista francés.
- 1985: Jan Mauersberger, futbolista alemán.
- 1985: Andrea Demirović, cantante montenegrina.
- 1985: Espen Christensen, balonmanista noruego.
- 1985: Cristian Campozano, futbolista argentino.
- 1985: Éder Jordán, futbolista boliviano.
- 1985: Renato Rivera, futbolista mexicano.
- 1985: Marcus Dove, baloncestista estadounidense.
- 1985: Nick Fazekas, baloncestista estadounidense-japonés.
- 1985: Manuel Fettner, saltador de esquí austriaco.
- 1985: Won Yun-Jong, piloto de bobsleigh surcoreano.
- 1985: Michael Adams, jugador de fútbol americano estadounidense.
- 1985: Steven LoBue, saltador estadounidense.
- 1985: Kateryna Handziuk, activista ucraniana (f. 2018).
- 1985: Tramell Tillman, actor estadounidense.
- 1986: Apoula Edel, futbolista armenio.
- 1986: Ernesto Galán, futbolista español.
- 1986: Marie Avgeropoulos actriz canadiense.
- 1987: Rebecca Breeds, actriz australiana.
- 1987: Román González, boxeador nicaragüense.
- 1987: Kendrick Lamar, rapero estadounidense, de la banda Black Hippy.
- 1987: Yelena Danílova, futbolista rusa.
- 1987: Liu Jianye, futbolista chino.
- 1987: Juan Gabriel Guzmán, futbolista costarricense.
- 1987: Sabirou Bassa-Djeri, futbolista togolés (f. 2025).
- 1988: Andrew Ogilvy, baloncestista australiano.
- 1988: Stephanie Rice, nadadora australiana.
- 1988: Demba Savage, futbolista gambiano.
- 1988: Shota Iwata, futbolista japonés.
- 1989: Queralt Castellet, snowboarder española.
- 1989: Serikzhan Muzhikov, futbolista kazajo.
- 1989: Harun Tekin, futbolista turco.
- 1990: Jordan Henderson, futbolista británico.
- 1990: Joel Robles, futbolista español.
- 1990: Tom Scurr, actor británico.
- 1990: Alán Dzagóyev, futbolista ruso.
- 1990: Tiago Pagnussat, futbolista brasileño.
- 1990: Kevin Molino, futbolista trinitense.
- 1990: Abdul Naza Alhassan, futbolista ghanés.
- 1991: Manuel Pucciarelli, futbolista italiano.
- 1991: Grégoire Defrel, futbolista francés.
- 1991: Leandro Cabrera, futbolista uruguayo.
- 1992: Maxime Lestienne, futbolista belga.
- 1992: Miran Kabe, futbolista japonés.
- 1992: Josué Sá, futbolista portugués.
- 1992: Mujinga Kambundji, atleta suiza.
- 1993: Rebekah Stott, futbolista neozelandesa.
- 1993: James Oram, ciclista neozelandés.
- 1994: Lesly Águila, cantante peruana.
- 1994: Didier Ndong, futbolista gabonés.
- 1994: Aimé De Gendt, ciclista belga.
- 1994: Rodrigo Dourado, futbolista brasileño.
- 1994: Jorge Henríquez Neira, futbolista chileno.
- 1994: Rubén Cepeda, futbolista chileno.
- 1995: Arkadiusz Reca, futbolista polaco.
- 1995: Clément Lenglet, futbolista francés.
- 1995: Ádám Nagy, futbolista húngaro.
- 1995: Michaell Chirinos, futbolista hondureño.
- 1995: Mauricio Cuéllar, futbolista salvadoreño.
- 1995: Shaune Mogaila, futbolista sudafricano.
- 1996: Wonwoo, rapero surcoreano.
- 1996: Heiko Gigler, nadador austriaco.
- 1996: Antonio Marín Molina, futbolista español.
- 1996: Bekmurod Oltiboev, yudoca uzbeko.
- 1996: Iván Rodríguez, futbolista mexicano.
- 1996: Youstin Salas, futbolista costarricense.
- 1996: Ivan Yakimushkin, esquiador de fondo ruso.
- 1996: Maximilian Ullmann, futbolista austríaco.
- 1996: Diego Villares, futbolista español.
- 1996: Takashi Kawano, futbolista japonés.
- 1996: Kurt-Lee Arendse, rugbista sudafricano.
- 1996: Jorge Gatica, futbolista chileno.
- 1997: KJ Apa, actor neozelandés.
- 1997: Aleksandr Búblik, tenista kazajo.
- 1997: Sofia Pozdniakova, esgrimidora rusa.
- 1997: Harm Vanhoucke, ciclista belga.
- 1997: Emmanuel Agbadou, futbolista marfileño.
- 1997: Jonah Radebaugh, baloncestista estadounidense.
- 1997: Amir Coffey, baloncestista estadounidense.
- 1997: Ky Bowman, baloncestista estadounidense.
- 1997: Jung Bo-min, actriz surcoreana.
- 1997: Raluca Șerban, tenista rumana-chipriota.
- 1997: Miran Maričić, tirador croata.
- 1997: Ricardo Daniel Gutiérrez, futbolista mexicano.
- 1998: Abdel Aguilar, futbolista panameño.
- 1998: Arnaud Nordin, futbolista francés.
- 1998: Benjamin Källman, futbolista finlandés.
- 1998: Axel Matus, piloto de automovilismo mexicano.
- 1998: Aldair Gutiérrez, futbolista colombiano.
- 1999: Noa Lang, futbolista neerlandés.
- 1999: Elena Rybakina, tenista kazaja.
- 1999: Ezequiel Cañete, futbolista argentino.
- 1999: Camilo Ugo Carabelli, tenista argentino.
- 1999: Luis Sinisterra, futbolista colombiano.
- 1999: Immanuel Quickley, baloncestista estadounidense.
- 1999: Thibaut Collet, atleta francés.
- 2000: Odessa A'zion, actriz estadounidense.
- 2000: Manuel Camacho, actor español.
- 2000: Gustavo Carvajal, futbolista colombiano.
- 2000: Millie McKenzie, luchadora profesional inglesa.
- 2000: Weronika Falkowska, tenista polaca.
- 2000: Junior Petrus, futbolista namibio.
- 2001: Jurriën Timber, futbolista neerlandés.
- 2001: Quinten Timber, futbolista neerlandés.
- 2001: Jofre Carreras Pagès, futbolista español.
- 2001: Iker Recio, futbolista español.
- 2001: Víctor Olmo, futbolista español.
- 2001: Abdallah Sima, futbolista senegalés.
- 2002: Jake Goodman, actor canadiense.
- 2002: Benjamin Böckle, futbolista austriaco.
- 2003: Finley Burns, futbolista británico.
- 2003: Nazar Voloshyn, futbolista ucraniano.
- 2004: Nathaniel James, futbolista trinitense.
- 2006: Joan Tincres, futbolista francés.

## Fallecimientos
- 676: Adeodato II, papa n.º 77 de la Iglesia católica (n. ¿?).
- 900: Fulquerio de Reims, arzobispo francés (n. ¿?).

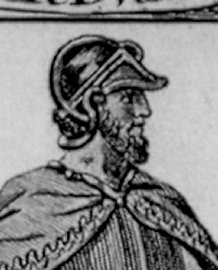
Eduardo el Viejo.

- 924: Eduardo el Viejo, Rey de Wessex y de Inglaterra (n. 874).
- 956: Hugo el Grande, rey francés (n. 898).
- 1025: Boleslao I de Polonia, rey polaco (n. 966).
- 1091: Teodorico V, aristócrata neerlandés (n. 1052).
- 1160: Rainiero de Pisa, mercader, eremita y monje italiano (n. 1115).
- 1460: Fortún Velázquez de Cuéllar, aristócrata y religioso español (n. ¿?).
- 1463: Catalina, aristócrata portuguesa (n. 1436).
- 1501: Juan I Alberto, rey polaco (n. 1459).
- 1516: Juan III de Albret, rey navarro (n. 1469).
- 1565: Ashikaga Yoshiteru, shogun japonés (n. 1536).
- 1649: Injo de Joseon, rey coreano (n. 1595).
- 1666: Carlos Fernando de Médici, obispo italiano (n. 1595).
- 1678: Bernardo de Iturrizarra, político y juez español (n. 1608).
- 1696: Juan III Sobieski, rey polaco (n. 1629).
- 1719: Joseph Addison, ensayista, poeta y político británico (n. 1672).

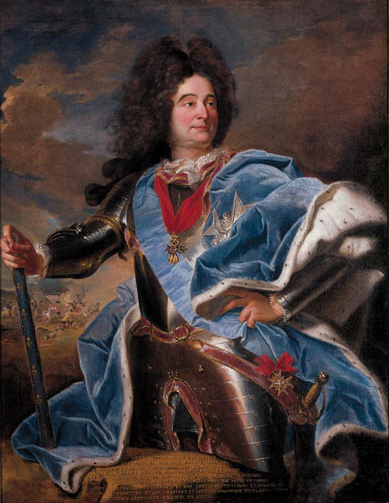
Claude Louis Hector de Villars.

- 1734: Claude Louis Hector de Villars, general francés (n. 1653)
- 1762: Prosper Jolyot de Crébillon, escritor francés (n. 1674).
- 1775: John Pitcairn, soldado británico (n. 1722).
- 1784: Felipe de Neve, gobernador español (n. 1724).
- 1787: José de Gálvez y Gallardo, jurista y político español (n. 1720).
- 1795: Ernest Dominique François Joseph Duquesnoy, revolucionario francés (n. 1749).
- 1797: Aga Muhammad Khan, sha persa (n. 1742).
- 1801: Tomás Aniceto de la Bodega y Quadra, sacerdote peruano (n. 1731).
- 1810: Ventura Jiménez, militar y guerrillero español (n. ¿?).
- 1812: Gregorio Pedro V Kupelian, sacerdote armenio (n. 1738).

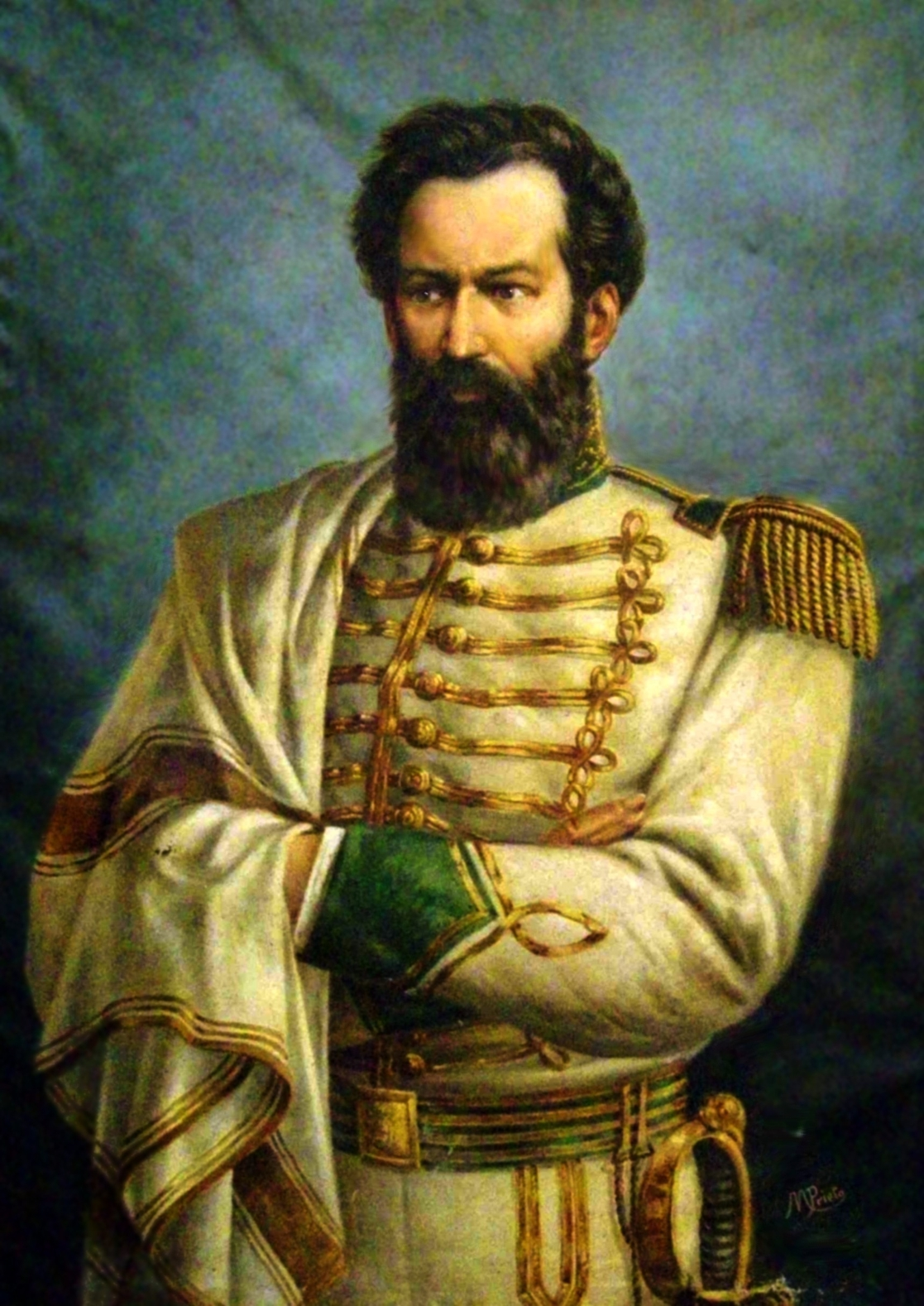
Martín Miguel de Güemes.

- 1821: Martín Miguel de Güemes, militar argentino (n. 1785).

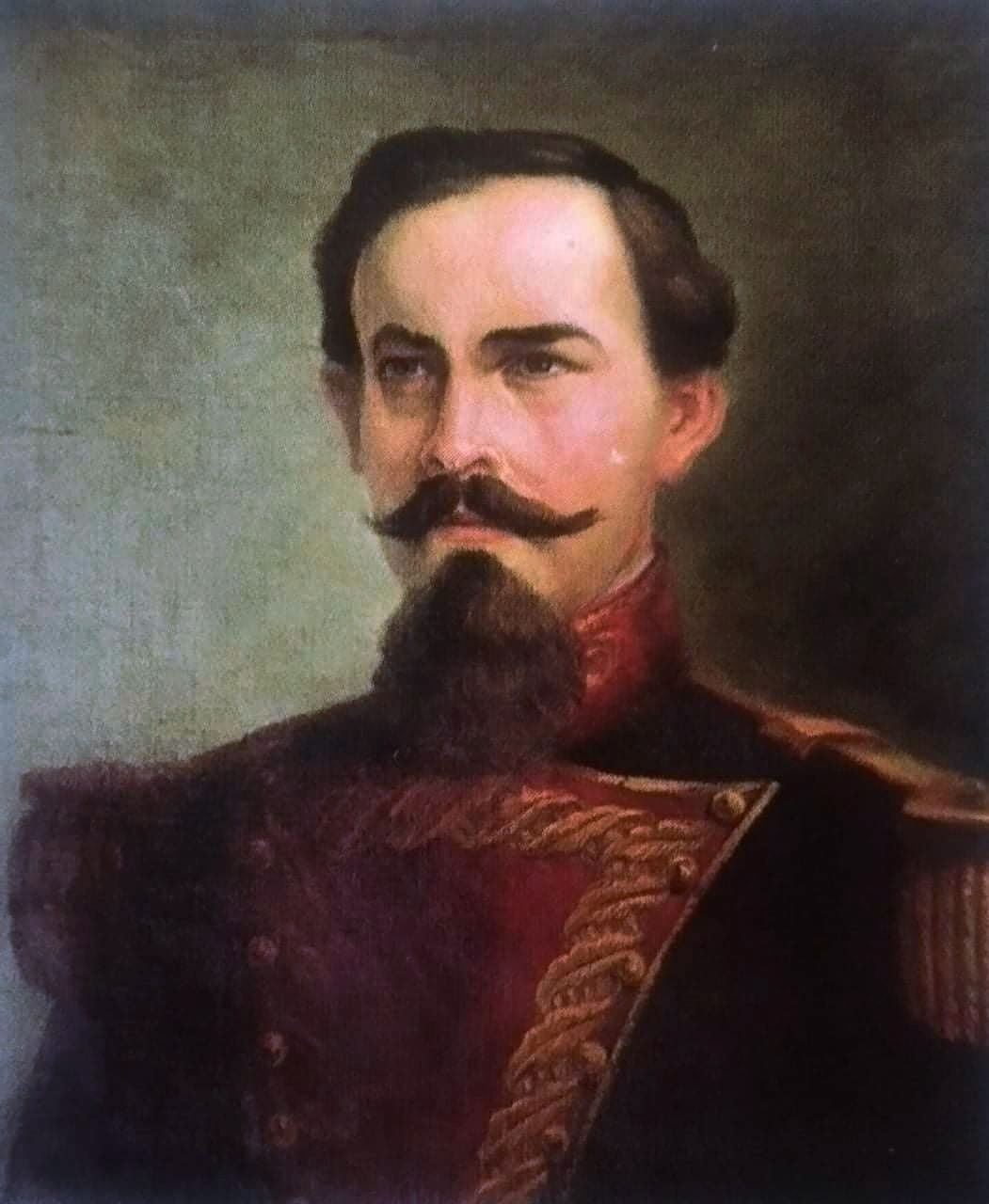
Fulgencio Yegros.

- 1821: Fulgencio Yegros, político y militar paraguayo (n. 1780).
- 1831: Andrés Esteban Gómez, religioso español (n. 1766).
- 1839: William Bentinck, político británico (n. 1774).
- 1843: Johann Natterer, naturalista y explorador austríaco (n. 1787).
- 1844: José María de Alós y de Mora, militar y político español (n. 1765).
- 1854: Friedrich Ernst Ludwig von Fischer, botánico alemán (n. 1782).
- 1854: Henriette Sontag, soprano alemana (n. 1806).
- 1862: Charles John Canning, político británico (n. 1812).
- 1863: Francisco González de Prada, jurista peruano (n. 1815).
- 1865: José de la Cruz Carrillo, militar venezolano (n. 1788).
- 1866: Lewis Cass, político y militar estadounidense (n. 1782).
- 1869: Elbio Fernández, abogado, periodista y magistrado uruguayo (n. 1842).
- 1871: Carlos Rubio y Colell, poeta español (n. 1833).

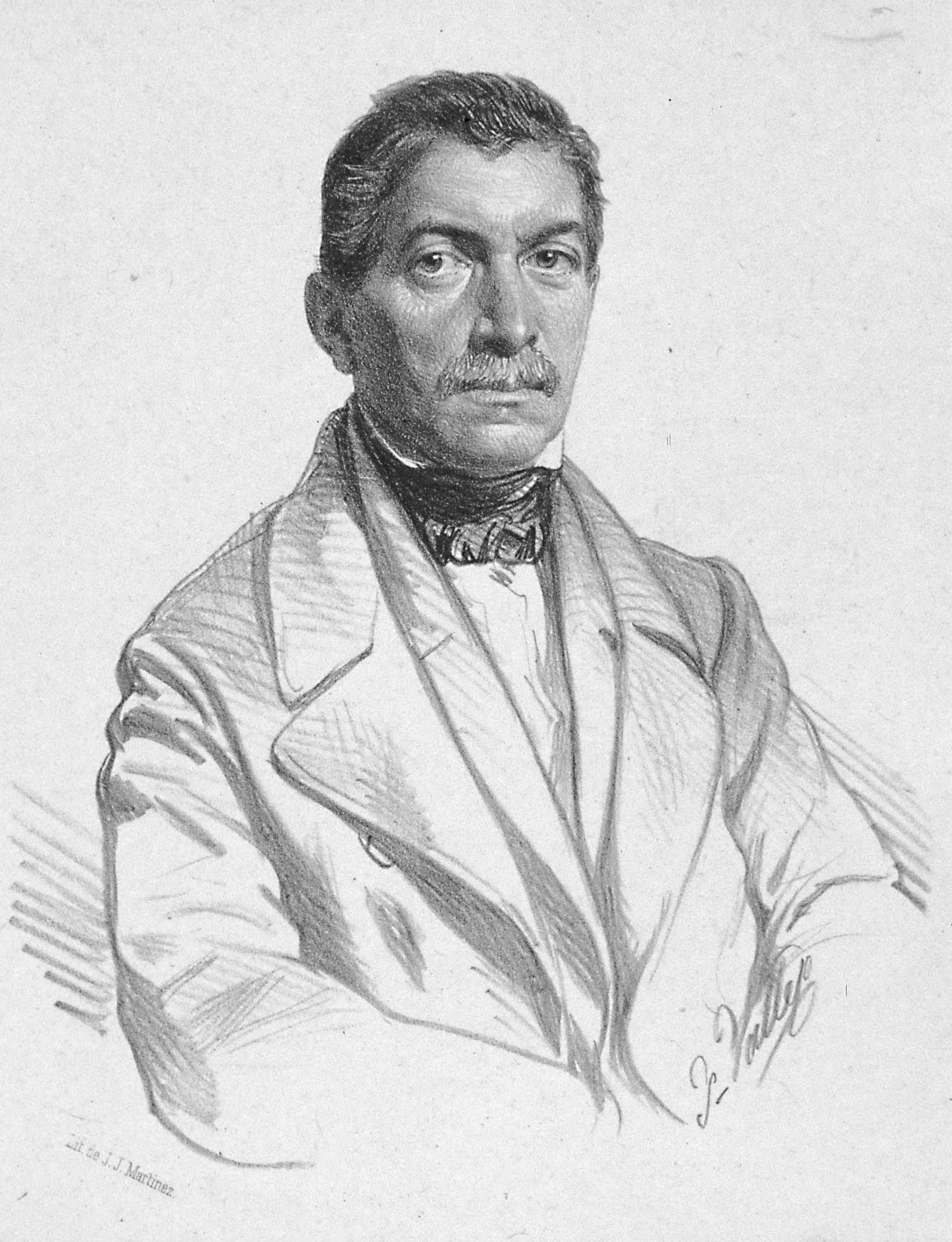
Fermín Caballero.

- 1876: Fermín Caballero, escritor y político español (n. 1800).
- 1890: Robustiana Armiño, poetisa española (n. 1821).
- 1897: Eloy Gonzalo, militar español, héroe de Cascorro (n. 1868).
- 1897: Sebastian Kneipp, sacerdote y médico alemán (n. 1821).
- 1898: Edward Burne-Jones, pintor británico (n. 1833).
- 1898: Carlos de Haes, pintor español de origen neerlandés (n. 1829).
- 1899: Pedro Mallo, historiador argentino (n. 1837).
- 1899: Rafael Tristany, general carlista (n. 1814).
- 1903: Daniel de Solier, militar argentino (n. 1845).
- 1904: Nikolai Bobrikov, general y político ruso (n. 1839).
- 1905: Máximo Gómez Báez, héroe de la independencia cubana (n. 1836).
- 1906: Harry Nelson Pillsbury, ajedrecista estadounidense (n. 1872).
- 1908: Ernesto Tornquist, empresario argentino (n. 1842).
- 1910: Carlos Doncel, político argentino (n. 1851).
- 1916: Henry Brunner, químico británico (n. 1838).

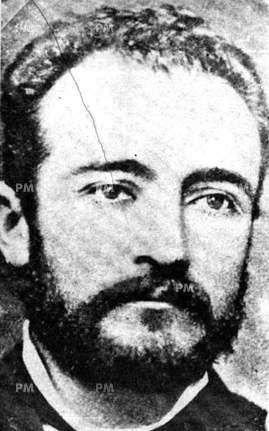
José Manuel Pando.

- 1917: José Manuel Pando, político, militar y explorador boliviano (n. 1848).
- 1925: A. C. Benson, ensayista y poeta británico (n. 1862).
- 1928: Ramón de Basterra, escritor español (n. 1888).
- 1928: Karl Pohlig, director de orquesta y músico alemán (n. 1864).
- 1931: Anton Nyström, médico y escritor sueco (n. 1842).
- 1932: Juan Pablo Peñaloza, político y militar venezolano (n. 1855).
- 1932: Angelo Sbardellotto, anarquista italiano (n. 1907).
- 1936: Henry B. Walthall, actor estadounidense (n. 1878).
- 1939: Vane Hungerford Pennell, tenista británico (n. 1876).
- 1940: Tomás Cullen, abogado y político argentino (n. 1863).

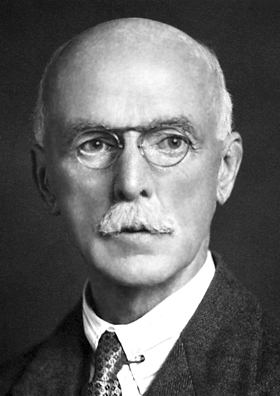
Arthur Harden.

- 1940: Arthur Harden, bioquímico británico, premio nobel de química en 1929 (n. 1865).
- 1942: Charles Fitzpatrick, abogado y político canadiense (n. 1853).
- 1943: Vincent McNabb, sacerdote y estudioso irlandés (n. 1868).
- 1947: Gumersindo Torres, médico y político venezolano (n. 1875).
- 1948: Changampuzha Krishna Pillai, poeta hinduista indio (n. 1911).
- 1952: César Barja, crítico literario español (n. 1890).
- 1952: Jack Parsons, ocultista estadounidense (n. 1914).
- 1952: Alberto Williams, compositor argentino (n. 1862).
- 1955: Carlyle Blackwell, actor estadounidense (n. 1884).
- 1956: Dionisio Garrido Segura, político chileno (n. 1894).
- 1956: Artur Văitoianu, militar rumano (n. 1864).
- 1956: Bob Sweikert, piloto estadounidense de automovilismo (n. 1926).
- 1957: Augusto Samuel Boyd, cirujano y político panameño (n. 1879).
- 1957: Melitón Pedraza y Pereyra, empresario y político argentino (n. 1896).
- 1957: Dorothy Richardson, novelista británica (n. 1873).

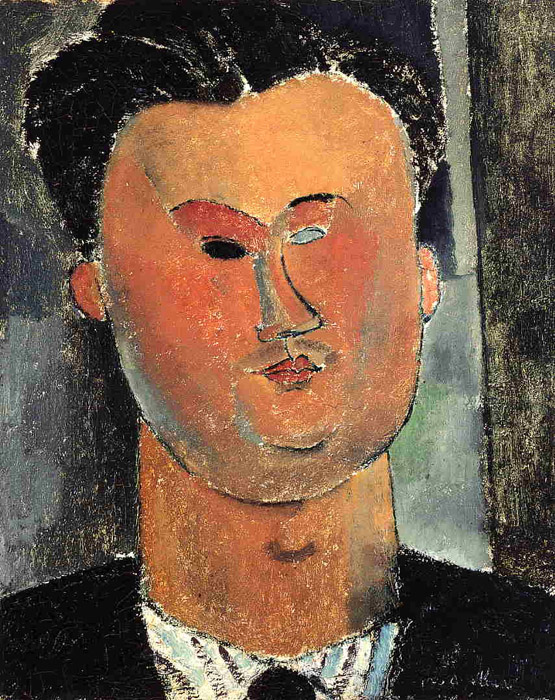
Pierre Reverdy, retrato hecho por Amedeo Modigliani..

- 1960: Pierre Reverdy, escritor francés (n. 1889).
- 1961: Jeff Chandler, actor estadounidense (n. 1918).
- 1963: Richard Baer, oficial nazi (n. 1911).
- 1963: Alan Francis Brooke, militar británico (n. 1883).
- 1963: Carl Friedrich Roewer, botánico alemán (n. 1881).
- 1964: Clarence G. Badger, director de cine estadounidense (n. 1880).
- 1965: Manuel Vidal Hermosa, futbolista español (n. 1901).
- 1967: Juan Rof Codina, veterinario español (n. 1874).
- 1968: Alejandro González y Robleto, obispo nicaragüense (n. 1884).

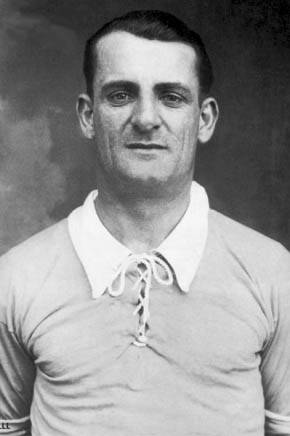
José Nasazzi.

- 1968: José Nasazzi, futbolista uruguayo (n. 1901).
- 1970: Josep de Togores, pintor español (n. 1893).
- 1972: Elsie Maud Wakefield, botánica británica (n. 1886).
- 1974: Pamela Britton, actriz estadounidense (n. 1923).
- 1976: Paco Urondo, escritor, político y revolucionario argentino (n. 1930).
- 1981: Richard O'Connor, general británico (n. 1889).

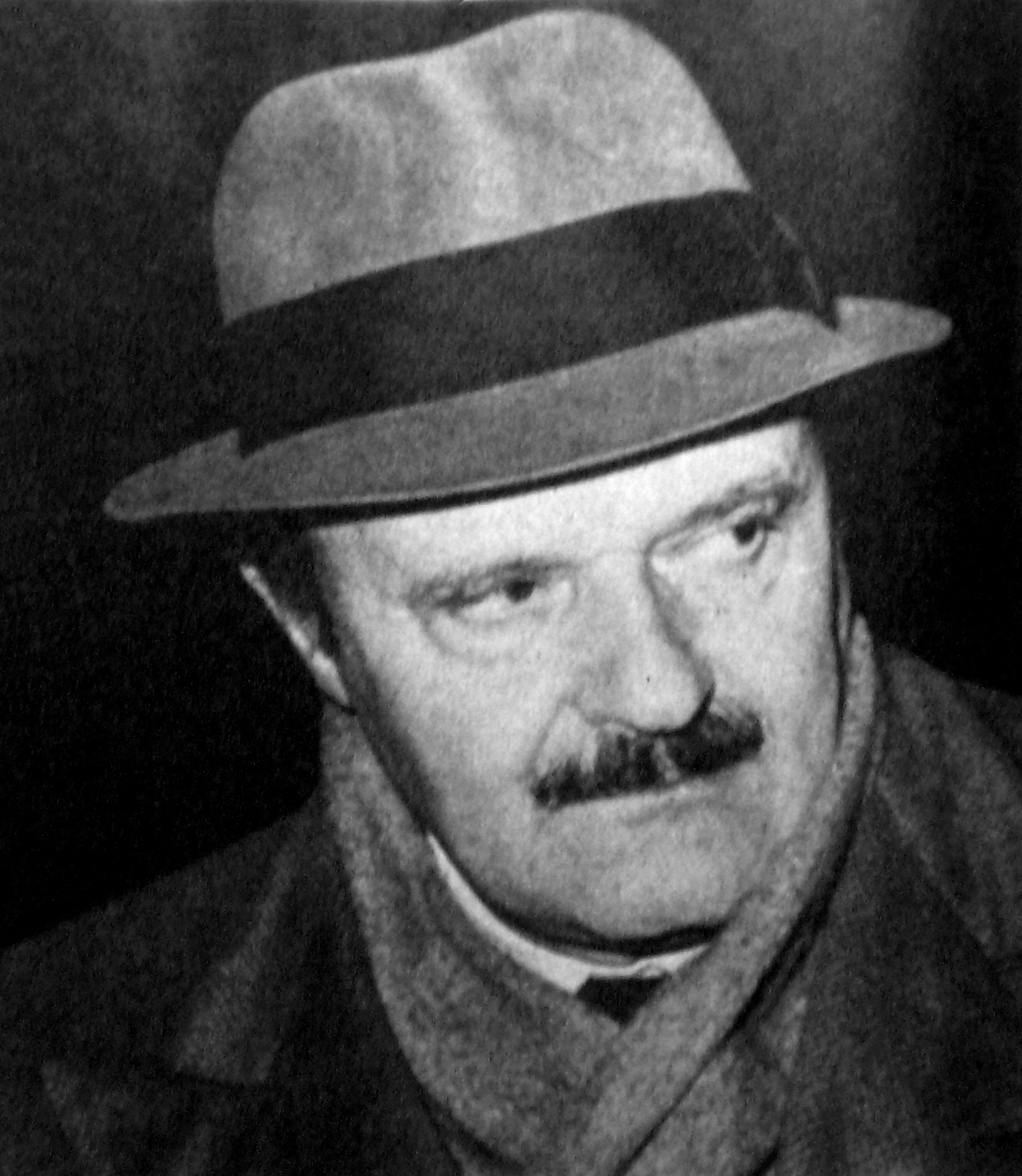
Roberto Calvi.

- 1982: Roberto Calvi, banquero italiano (n. 1920).
- 1985: Pedro Coudannes, futbolista argentino (n. 1956).
- 1985: Kiril Moskalenko, militar soviético (n. 1902).
- 1986: Felipe Rosas, futbolista mexicano (n. 1910).
- 1986: Ricardo Sáenz de Ynestrillas Martínez, militar español (n. 1935).
- 1986: Kate Smith, actriz estadounidense (n. 1907).
- 1987: Conrado Menéndez Díaz, escritor y abogado mexicano (n. 1912).
- 1992: Daniel Riolobos, cantante argentino (n. 1932).
- 1993: Ramón Salas Larrazábal, militar e historiador español (n. 1916).
- 1996: Thomas Kuhn, epistemólogo estadounidense (n. 1922).
- 1996: Curt Swan, ilustrador estadounidense (n. 1920).
- 1998: Gianni Lunadei, actor argentino de origen italiano (n. 1938).
- 1999: Basil Hume, cardenal británico (n. 1923).
- 2000: Leandro Maloberti, marino argentino (n. 1912).
- 2001: Donald Cram, químico estadounidense, premio nobel de química en 1987 (n. 1919).
- 2002: Yuri Korneyev, baloncestista soviético (n. 1937).
- 2002: Antony Sutton, economista e historiador británico (n. 1925).

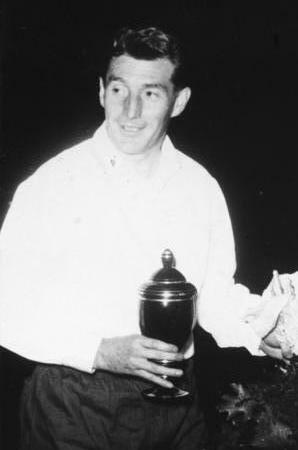
Fritz Walter.

- 2002: Fritz Walter, futbolista alemán (n. 1920).
- 2004: Sara Lidman, escritora sueca (n. 1923).
- 2006: Arturo Gutiérrez-Zamora Tejeda, banquero mexicano (n. 1917).
- 2007: Ernesto Ayala, empresario y dirigente gremial chileno (n. 1916).
- 2007: Gianfranco Ferré, diseñador de moda italiano (n. 1944).
- 2008: Cyd Charisse, bailarina y actriz estadounidense (n. 1921).
- 2008: Davey Lee, actor estadounidense (n. 1924).
- 2008: Jorge Medina Vidal, escritor y semiólogo uruguayo (n. 1925).
- 2008: Tsutomu Miyazaki, asesino en serie japonés (n. 1962).
- 2009: Ralf Dahrendorf, sociólogo y político anglo-germano (n. 1929).

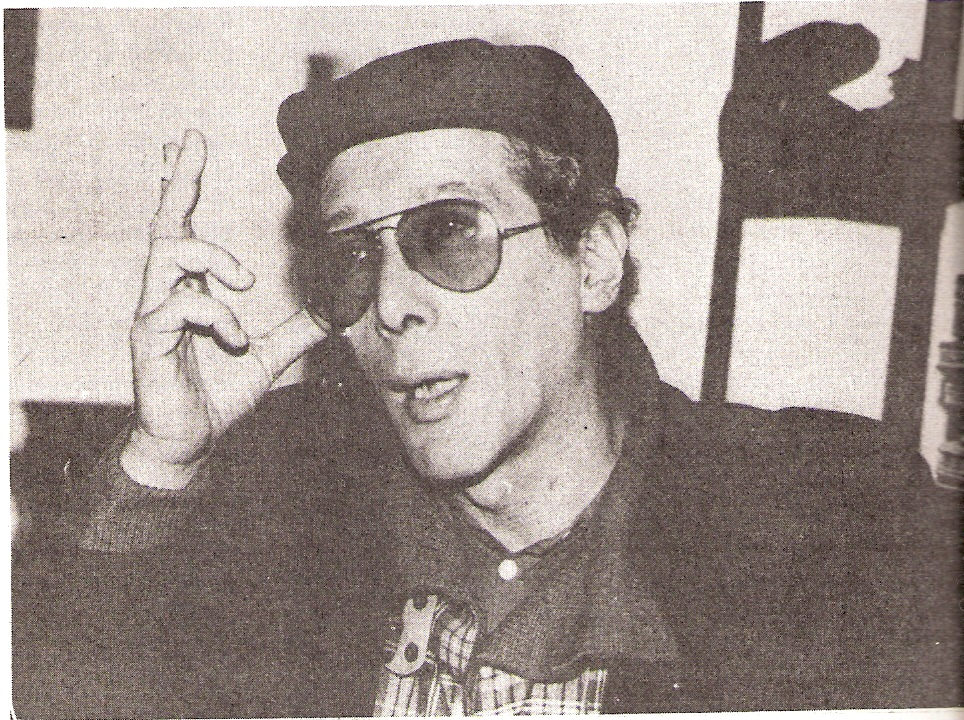
Alejandro Doria.

- 2009: Alejandro Doria, cineasta argentino (n. 1936).
- 2009: Oscar Ferreiro, actor argentino (n. 1945).
- 2009: Fernando Peña, actor y conductor de radio uruguayo (n. 1963).
- 2009: Darrell Powers, sargento estadounidense (n. 1923).
- 2009: Juan Ángel Romero Isasi, futbolista paraguayo (n. 1934).
- 2010: Héctor Camps, periodista argentino (n. 1966).
- 2010: Miguel Patrón Marchand, director de orquesta y musicólogo uruguayo (n. 1943).
- 2010: Raymond Meunier, actor francés (n. 1920).
- 2011: Gabriel Díaz Berbel, político español (n. 1940).
- 2011: David Brockhoff, jugador australiano de rugby (n. 1928).
- 2011: Ben Grussendorf, político estadounidense (n. 1942).
- 2011: Ruth M. Kirk, político estadounidense (n. 1930).
- 2011: Rex Mossop, jugador australiano de rugby (n. 1928).
- 2011: Nathan Sharon, bioquímico israelí (n. 1925).
- 2011: George M. White, arquitecto estadounidense (n. 1920).
- 2012: Herman "Chiquitín" Ettedgui, deportista venezolano (n. 1917).
- 2012: Rodney King, víctima estadounidense de la brutalidad policial (n. 1965).

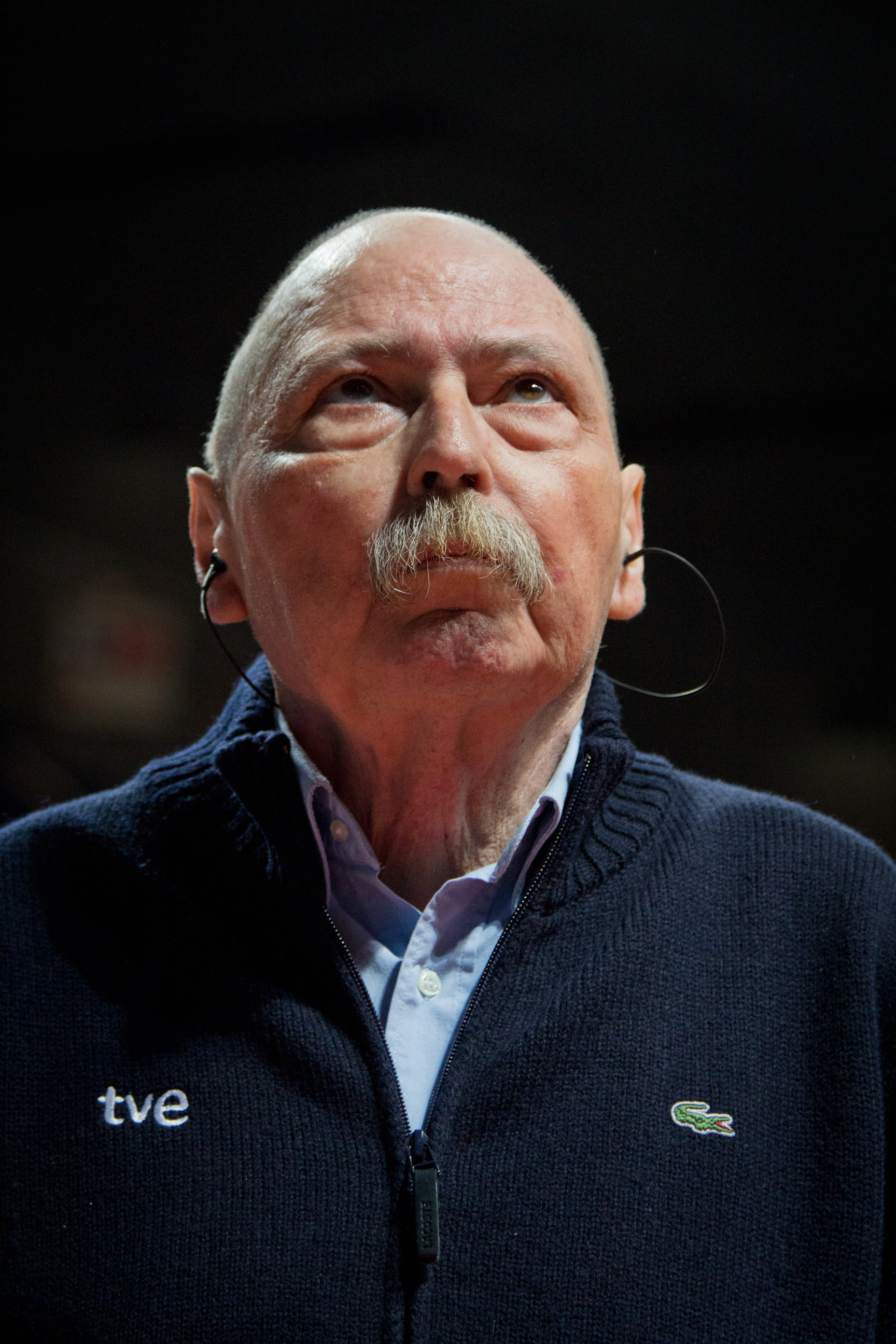
Manel Comas.

- 2013: Michael Baigent, escritor neozelandés (n. 1948).
- 2013: Bulbs Ehlers, baloncestista estadounidense (n. 1923).
- 2013: Jalil Shahnaz, músico iraní (n. 1921).
- 2013: Geoff Strong, futbolista británico (n. 1937).
- 2013: Dinorah Varsi, pianista uruguaya de música clásica (n. 1939).
- 2013: Rafael Valek, futbolista colombiano (n. 1932).
- 2014: Jorge Romo Fuentes, futbolista mexicano (n. 1923).
- 2014: Paul England, piloto de automovilismo australiano (n. 1929).
- 2015: Süleyman Demirel, político turco, presidente de Turquía entre 1993 y 2000 (n. 1924).
- 2015: Roberto Marcelo Levingston, militar argentino y presidente de facto de Argentina entre 1970 y 1971 (n. 1920).
- 2015: Denis Martin, piloto argentino de automovilismo (n. 1991).
- 2016: Rubén Aguirre, actor, humorista y productor mexicano (n. 1934).
- 2017: Iván Fandiño, torero español (n. 1980).
- 2019: Mohamed Mursi, político egipcio, presidente de Egipto entre 2012 y 2013 (n. 1951).
- 2019: José Lladró, ceramista y empresario español (n. 1928).
- 2022: Jean-Louis Trintignant, actor francés (n. 1930).
- 2024: Claudio Graziano, militar italiano (n. 1953).

## Celebraciones
- Día Mundial de Lucha contra la Desertificación y la Sequía.

- Día Internacional del Violín.
Se celebra cada año el 17 de junio, en homenaje al nacimiento del emblemático compositor Ígor Stravinski, que nació un 17 de junio de 1882. El Violín es un instrumento de origen italiano de cuerdas frotadas, el más pequeño y agudo de las familia de los instrumentos de cuerda.

- Día Mundial del Cocodrilo.
(en inglés: World Croc Day). Se celebra cada año el 17 de junio desde 2017.

 Por países
(Por orden alfabético)
- Alemania: 
  - Día Festivo de la República Federal Alemana.
(Se festejó entre 1954 y 1990).

- Argentina: 
  - Fallecimiento del general Martín Miguel de Güemes.
(Feriado nacional).[4]
  - Día Nacional de la Libertad Latinoamericana.[5]
En conmemoración del fallecimiento del General Martín Miguel de Güemes en 1821, un héroe de la independencia argentina que defendió la frontera norte, facilitando las campañas libertadoras de José de San Martín. Es feriado nacional desde 1999.
  - Día Nacional del Tarefero.[6]
El 17 de diciembre de 2014, quedaba instituido en toda Argentina, por la Ley 27.104, el Día Nacional del Tarefero, en homenaje a los ocho trabajadores (entre ellos tres menores de edad) que perdieron la vida el 17 de junio de 2013 en Aristóbulo del Valle, cuando el vehículo que los transportaba de forma ilegal volcó en la ruta provincial 220.[7]

- Islandia: 
  - Fiesta Nacional.

- Perú: 
  - Aniversario de la fundación de la Villa de Valverde (actual Ica).

Compartidas
- El Salvador y  Guatemala:
  - Día del Padre.

### Santoral católico

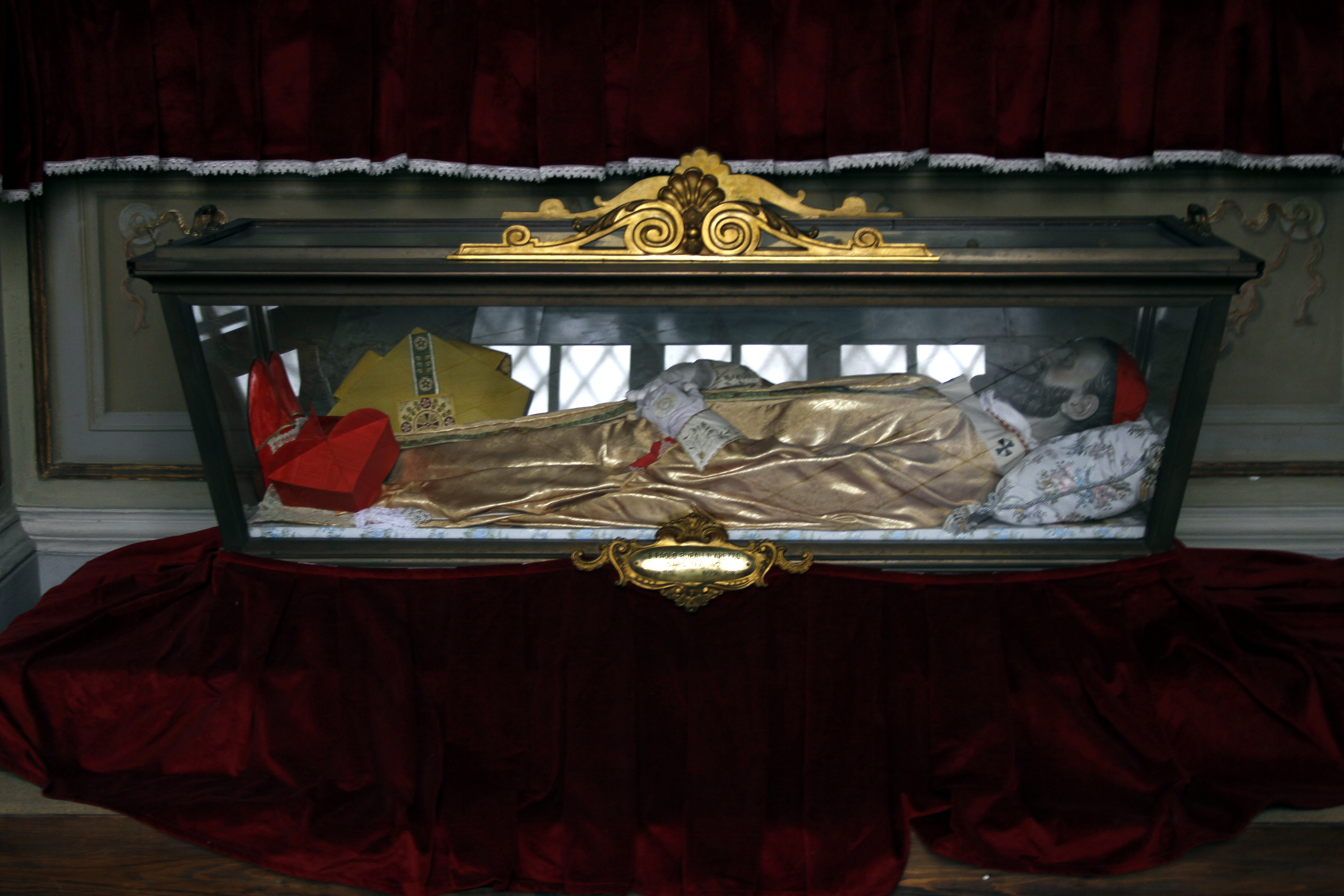
Beato Pablo Burali. Su cuerpo descansa en la capilla a él dedicada en la Basílica de San Paolo Maggiore, en Nápoles, Italia.

Festejo del día: Santa Teresa de Portugal.
- Santos Blasto y Diógenes, mártires (s. inc.).
- Santos Isauro, Inocente, Félix, Hérmio, Peregrino y Basilio de Apolonia, mártires (s. inc.).[8]
- Santos Nicandro y Marciano de Dorostoro, mártires (c. 297).
- San Antidio de Besançon, obispo y mártir (c. 411).[8]
- San Hipacio de Bitinia, hegúmeno (446).[8]
- San Himerio de Amelia (s. V).[8]
- San Herveo de Bretaña, eremita (s. VI).[8]
- San Avito de Orleans, abad (c. 530).[8]
- San Raniero de Pisa, peregrino (1160).[8]
- Santa Teresa de Lorvaô, reina (1250).
- San Pedro Da, mártir (1862).[8]
- San Alberto Chmielowski (s. XX).[8]

- Beato Pedro Gambacorta (1435).[8]
- Beato Pablo Burali, obispo de Piacenza y Nápoles (1578).[8](imagen ilustrativa).
- Beato Felipe Pappon, presbítero y mártir (1794).[8]